# Jastrzębiec (herb szlachecki)
Jastrzębiec – polski herb szlachecki, noszący zawołania Bolesta, Kamiona, Lubrza, Łazęka, Łazęki, Nagody, Nagora, Nagóra, Nagórę, Zarazy. Wzmiankowany w najstarszym zachowanym do dziś polskim herbarzu, Insignia seu clenodia Regis et Regni Poloniae, spisanym przez historyka Jana Długosza w latach 1464–1480. Jastrzębiec jest jednym z 47 herbów adoptowanych przez bojarów wielkolitewskich na mocy unii horodelskiej z 1413 roku.
Herb występował głównie wśród rodzin osiadłych na Mazowszu, w ziemi krakowskiej, poznańskiej, lubelskiej, sieradzkiej i sandomierskiej. Spośród najbardziej znanych rodów pieczętujących się herbem Jastrzębiec, należy wymienić Myszkowskich, którzy, adoptowani przez książąt Gonzagów z Mantui, otrzymali tytuł margrabiów na Mirowie i dodatek do herbu. Wysokie pozycje w państwie sprawowała też, obecnie wymarła w Polsce, rodzina Zborowskich, a w Wielkim Księstwie Litewskim – Litwickie, Niemirowiczowie i Niemirowiczowie-Szczyttowie.
Z Jastrzębczyków wywodzili się m.in. Andrzej Frycz Modrzewski, Józef Ignacy Kraszewski, Bartosz Paprocki i Konstantin Ciołkowski. Jastrzębiec przysługiwał też jednemu z głównych bohaterów Trylogii Henryka Sienkiewicza – Janowi Skrzetuskiemu.

## Opis herbu

### Opisy historyczne

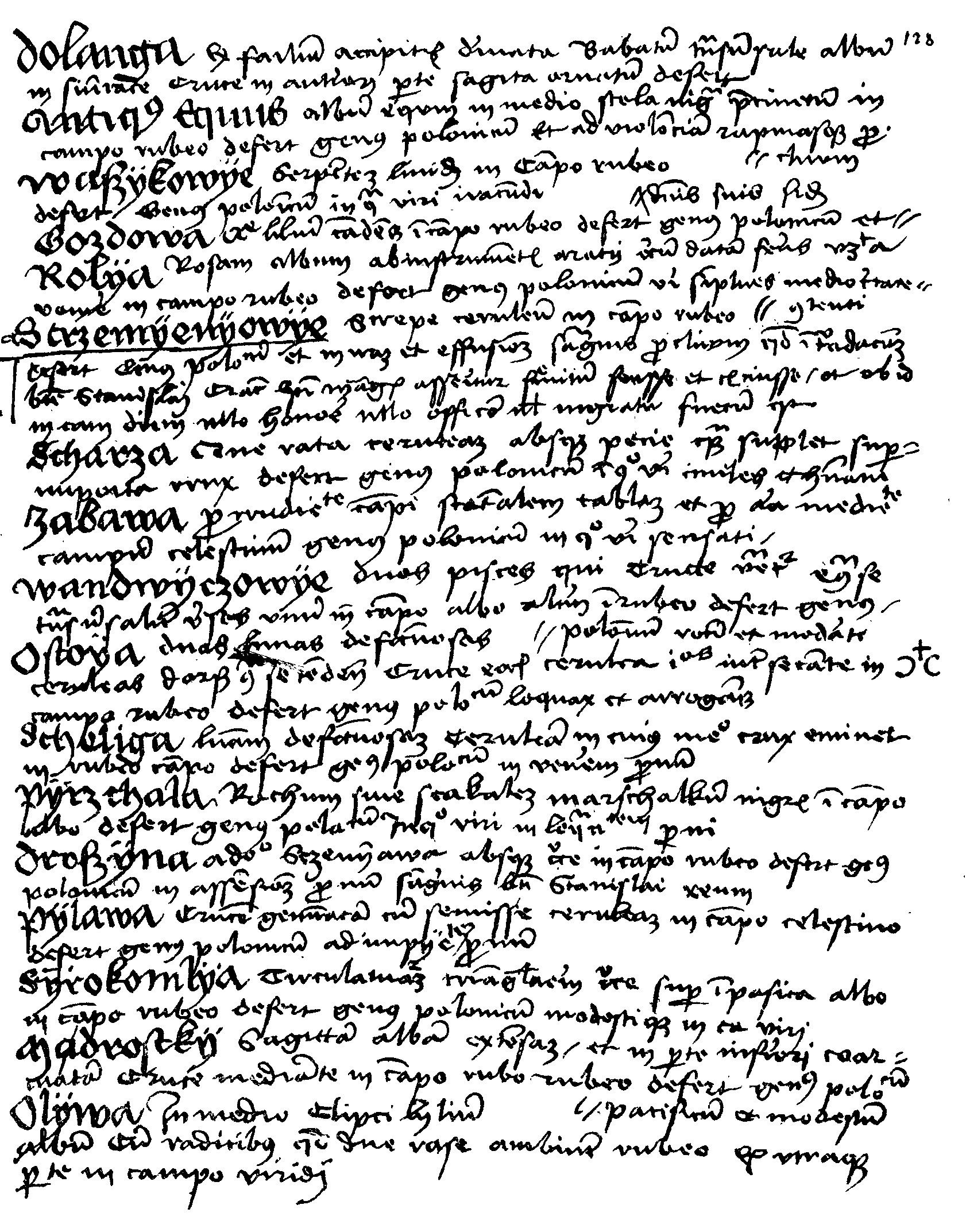
Jedna ze stron manuskryptów Jana Długosza, zawierająca opisy polskich herbów

Jan Długosz (1415–1480) blazonuje herb i opisuje herbownych następująco:

Yastrzambi, que babatum intus cruce, ornatum in campo celestino, et in galea accipitrem defert. Ex Polonica gente  ortum ducens, que in plures familias germinans, nonnulli se Yastrzabczones, alii Camyona appellant. Ex hac autem  domo plures familie se scindentes orte sunt, de quibus singularem descripcionem in sequentibus faciemus. Que etsi differencia habeant babata, ex una tamen domo fuerunt deriuata. Viri in ea in tyrannidem et rem priuatam proni, per quos et beatus Stanislaus Cracoviensis et Venterus Plocensis episcopi fuerunt occisi. Ob quam notam, dum huius domus nonnulli milites, occisione beati Stanislai secuta, ex Cracoviensi regione in Mazouiam aufugissent, Bolesczyczy, quasi milites Boleslai Regis, sunt nominati et id nomen usque in hodiernum sorciuntur et retinent.

Po przetłumaczeniu:

Jastrzębiec. Który w środku podkowy krzyż, w polu błękitnym, i na hełmie jastrzębca nosi. Wywodzi się z narodu polskiego, który wyrasta w wielu rodzinach, jedni nazywają siebie Jastrzębami, inni Kamionami. Jednak z tego domu jest wiele rodzin, które zostały rozerwane, a ich szczegółowy opis podam w dalszej części. I choć mogą mieć różne podkowy, to jednak wywodzą się z jednego domu. Znajdujący się w nim mężowie byli skłonni do tyranii i ubiegania się o prywatę, przez którą zginęli zarówno bł. Stanisław Krakowski, jak i biskup płocki Werner. Z tego powodu, podczas gdy niektórzy żołnierze tego domu, po zamordowaniu św. Stanisława, uciekli z Krakowa na Mazowsze, zostali nazwani Boleścicami, niby rycerzami króla Bolesława, i imię owe losem wyznaczone aż po dziś dzień zachowują.

Opis, jaki podał Kasper Niesiecki, jest o wiele bardziej drobiazgowy:

Na tarczy w polu błękitnym podkowa złota, końcami prosto do góry obrócona, w jej środku krzyż. Na hełmie nad koroną jastrząb, ze skrzydłami trochę do lotu wzniesionymi, w prawą tarczy całym skierowany, z dzwonkami i pęcinami, w szponie prawej trzyma takąż podkowę z krzyżem jako na tarczy.

Ale bardziej szczegółowy opis herbu można znaleźć w Aktu 1764-1766 (z książki Ewarysta Andrzeia Hrabię Kuropatnickiego, 1789):

Jaſtrzębiec herb. W polu błękitnym, Podkowa złоtа, barkiem na doł, w niey śrzodku Krzyż. Na Hełmie, nad koroną Jaſtrząb* wznieſione ſkrzydła do lotu maiący, w prawą ſtronę obròcony, na nogach dwie pęciny, w ſzponie prawey takąż podkowę trzymać powinien z krzyżem. Dawny Herb w Рolſzcze: Boleſław Chrabry, roku 950. Krzyż dodał.

Kształt i barwy herbu ulegały znaczącym modyfikacjom przez lata (patrz sekcja: Ewolucja wizerunku).

### Opis współczesny
Opis skonstruowany współcześnie brzmi następująco:
Na tarczy w polu  błękitnym podkowa na opak, złota, z takimż krzyżem kawalerskim w środku.
W klejnocie jastrząb zrywający się do lotu w barwach naturalnych, z dzwonkami sokolimi, trzymający godło w prawym szponie.
Labry herbowe czerwone, podbite srebrem.

## Historia

### Najwcześniejsze wzmianki
Najwcześniejsze przedstawienie herbu to wizerunek pieczętny z roku 1319 (pieczęć Adama z Kamienia). Inne wczesne pieczęcie datowane są na lata: 1378 (Jakusz z Łukawicy), 1408 (Piotr z Janowic), 1405-10, 1413, 1436 (Wojciech Jastrzębiec), 1422 (Jan Niemira), 1423, 1442 (Janisław biskup sufragan krakowski), 1445 (Ścibor z Wiszni), 1436 (Jakub Żakowski chorąży halicki), 1449 (Mikołaj i Piotr Myszkowscy), 1454, 1466 (Dersław z Rytwian), 1466 (Jan z Rytwian). Herb zachował się ponadto na licznych zabytkach architektury sakralnej.
Najwcześniejsza wzmianka pisana pochodzi z 1335. Alfred Znamierowski podał w swojej publikacji rok 1339, zaś Franciszek Piekosiński najwcześniejsze zapiski sądowe datował na lata 1386 i 1389 (Zarasy). Kolejne zapiski powstały w latach 1401, 1412, 1416 (Łazęka, lub Łazęki, ponadto, w 1401, także Jastrzębce), 1419 (Nagórą), 1433 (Lubrza), 1434, 1436 (Bolesty, Boleścice).
Chorągiew biskupa Wojciecha Jastrzębca była jedną z prywatnych chorągwi, które wzięły udział w Bitwie pod Grunwaldem. Dowodził nią rycerz Jarand z Grabi i Brudzewa.
Najwcześniejsze lokalne źródło heraldyczne wymieniające ten herb to wspomniane już wcześniej Insignia seu clenodia Regis et Regni Poloniae, datowane na lata 1464–1480. Autorem tego dzieła jest polski historyk, Jan Długosz .
Aktem unii horodelskiej herb Jastrzębiec został przeniesiony na Litwę. Ród Jastrzębców reprezentował Wojciech Jastrzębiec, biskup krakowski, zaś adoptowany został Jan Niemir (Niemira). Oprócz Wojciecha, Jastrzębczyków reprezentował też Marcin z Lubienicy, występujący w charakterze świadka. Najwcześniejszymi znanymi litewskimi pieczęciami z Jastrzębcem jest pieczęć Jana Niemiry z Wsielubia przy dokumencie pokoju melneńskiego z 1422 r. (zachowana do czasów współczesnych) i te należące do jego syna Andruszki Niemirowicza z lat 1431 (dokument poręczenia za jeńców wypuszczonych przez króla Jagiełłę – niezachowana) i 1434 (akt unii Zygmunta Kiejstutowicza z Władysławem Jagiełłą – zachowana do czasów współczesnych). W czasie unii horodelskiej także do skonikąd nieznanego w Polsce rodu Bychawów adoptowany został niejaki Monstold. Nie wiadomo jakie godło herbowe posiadał ród Bychawów (przy akcie brak jest zaginionej prawdopodobnie pieczęci). Według Semkowicza jednak, jeśli zawołanie rodu pozostaje w związku z nazwą Bychawy lubelskiej, to należy zwrócić uwagę, że w XV wieku w Bychawie siedzieli Jastrzębczykowie – Łazęki.
Według Bartosza Paprockiego Herbów Rycerstwa Polskiego cesarz Maksymilian w dokumencie z dnia 25 lutego 1518 r. nadał głowom rodzin z rodu Jastrzębców, mianowicie Bielawskim, Dzierzkowskim, Myszkowskim, Międzylewskim, Niemierowiczom i Szczytom tytuł dziedzicznego palatyna (łac. comes palatinus) z prawem kreowania nowej szlachty w randze kawalera złotej ostrogi. W łacińskim tekście przywileju herb jest wzmiankowany jako Jastrzebiecz, Bolescziczi oraz Accipitranae. To chyba jedyny w historii polskiej heraldyki przypadek, gdy polski szlachcic miał prawo nobilitacji. Taki tytuł szlachecki nie miałby prawnej wartości w dawnej Polsce, nie są zresztą znane przypadki skorzystania przez ród Jastrzębców z tego przywileju.

### Ewolucja wizerunku

Ewolucja wizerunku herbu Jastrzębiec na przestrzeni wieków
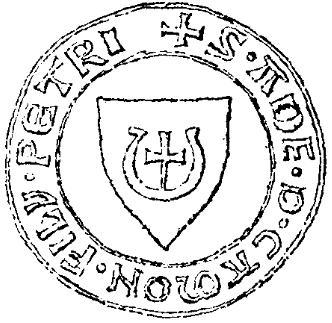
Najstarsza pieczęć z Jastrzębcem – Adama z Kamienia z 1319
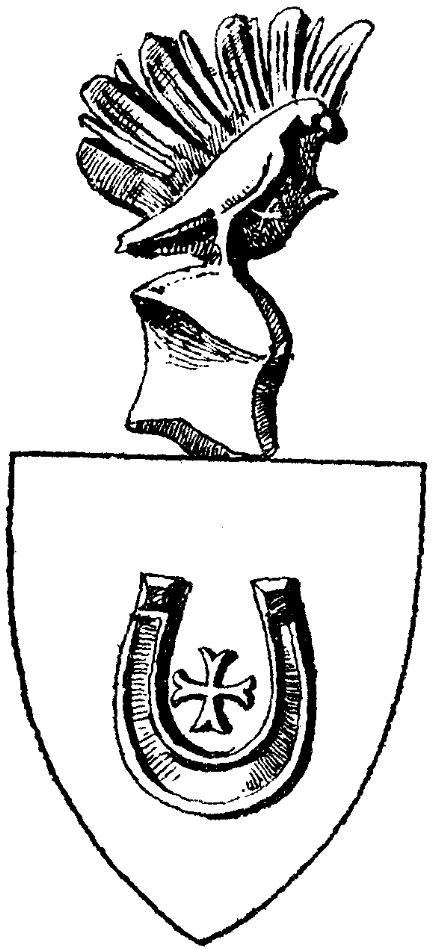
Pieczęć Wojciecha Jastrzębca, z najstarszym przedstaweniem klejnotu 1436
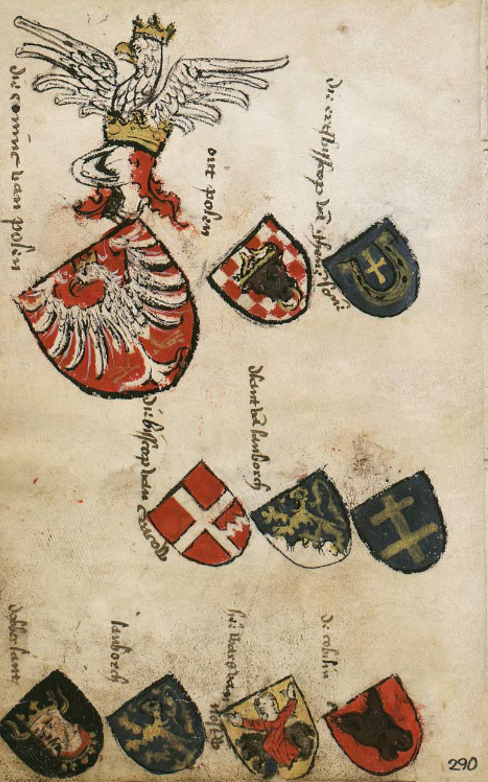
Polskie herby w Codex Bergshammar, Jastrzębiec w I rzędzie, III kolumnie
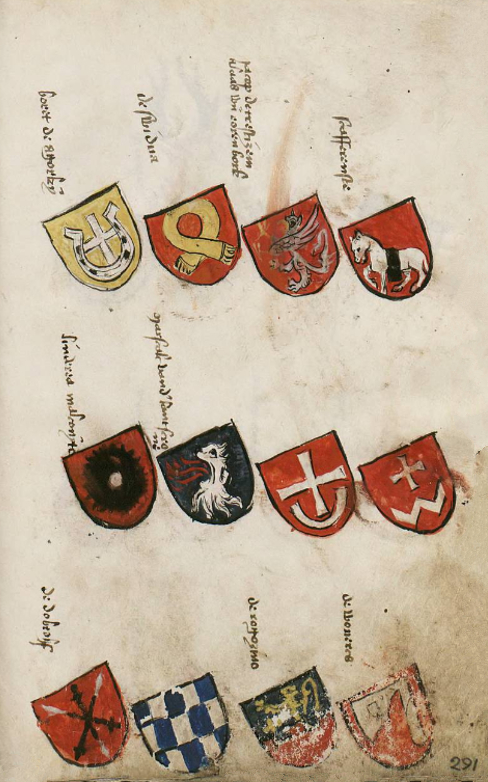
Jastrzębiec w wersji złotej w Codex Bergshammar, rząd I, kolumna I
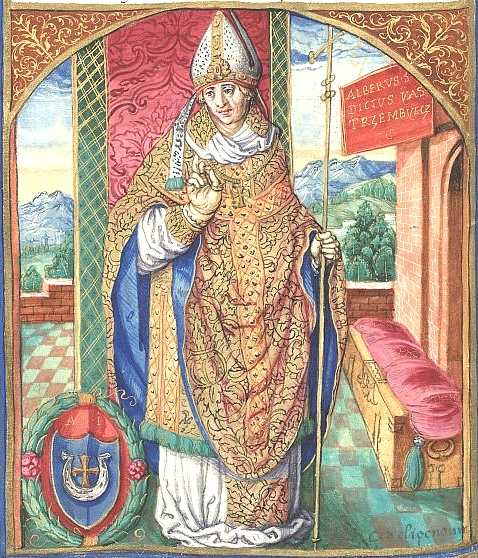
Herb Jastrzębiec na portrecie Wojciecha Jastrzębca, XVI wiek
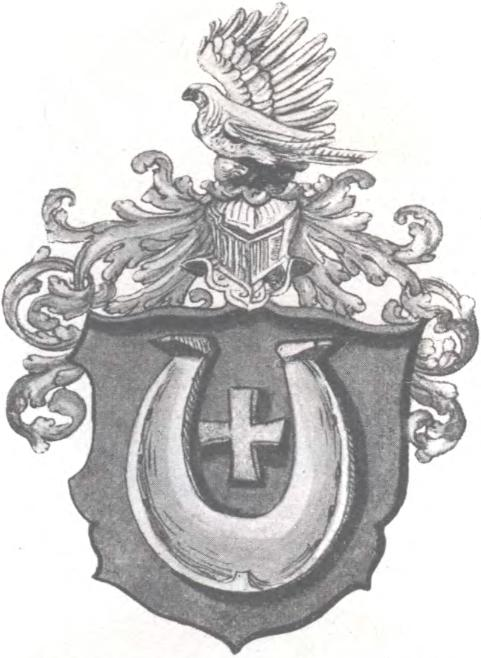
Herb Jastrzębiec ze Stemmata polonica z 1540
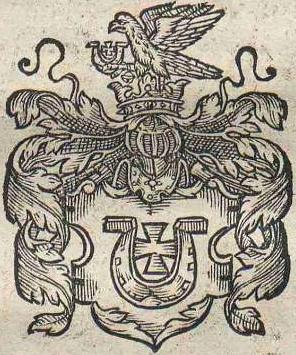
Herb Jastrzębiec z Gniazda cnoty.. B. Paprockiego z 1578
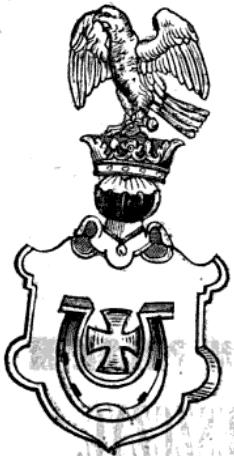
Herb Jastrzębiec z Herbów rycerstwa.. B. Paprockiego z 1584
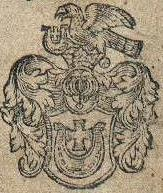
Herb Jastrzębiec z Kroniki polskiej.. Marcina Bielskiego z 1597
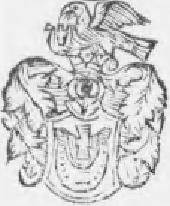
Jastrzębiec w Kleynotach... Jana Aleksandra Gorczyna
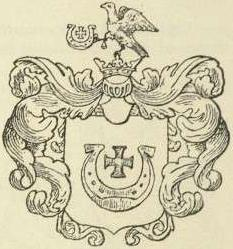
Jastrzębiec w Nomenclator Wojciecha Wijuka Kojałowicza
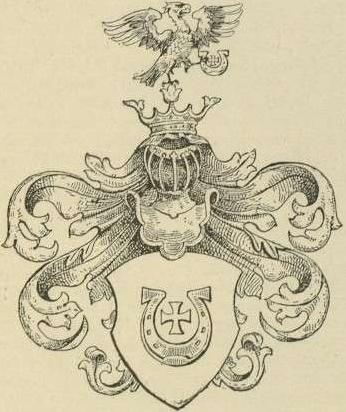
Jastrzębiec w Nomenclator Wojciecha Wijuka Kojałowicza – wariant skierowania klejnotu
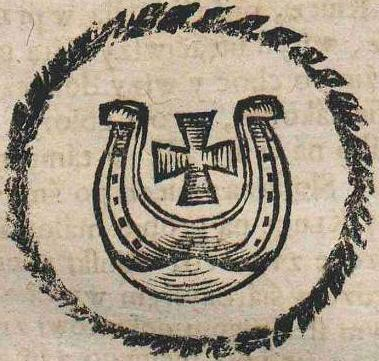
Jastrzębiec według Wacława Potockiego
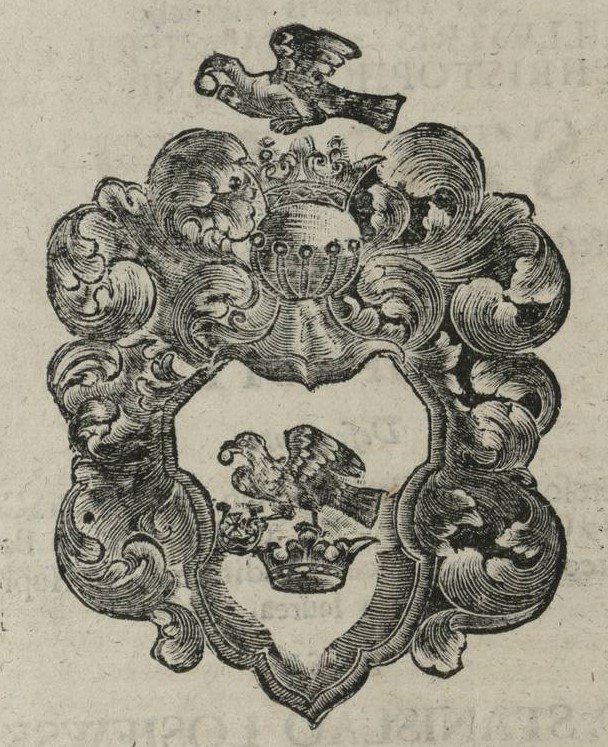
Jastrzębiec Krzysztofa Niemirowicza Szczyta w Paradoxa Philosophica... z 1693
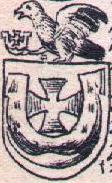
Jastrzębiec w Herbach polskich... Antoniego Swacha
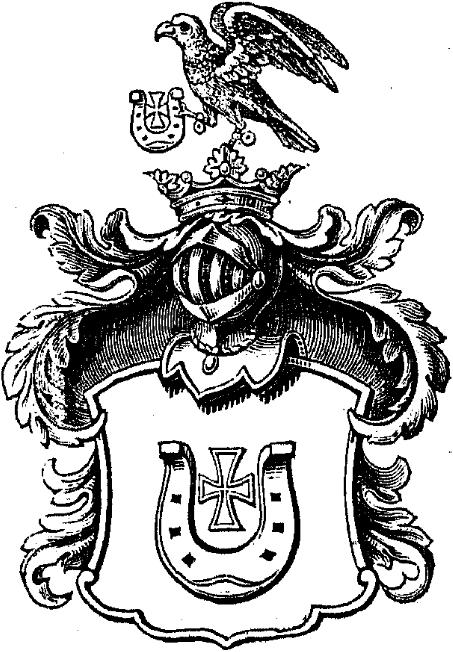
Jastrzębiec w Herbarzu Kaspra Niesieckiego
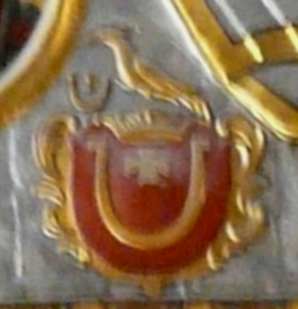
Jastrzębiec na nagrobku Maksymiliana Skrzetuskiego (XVIII wiek)
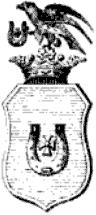
Jastrzębiec w Heraldyce rosyjskiej Aleksandra Łakiera
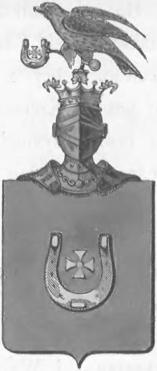
Ilustracja herbu z Herbarza królestwa polskiego Nikołaja Pawliszczewa
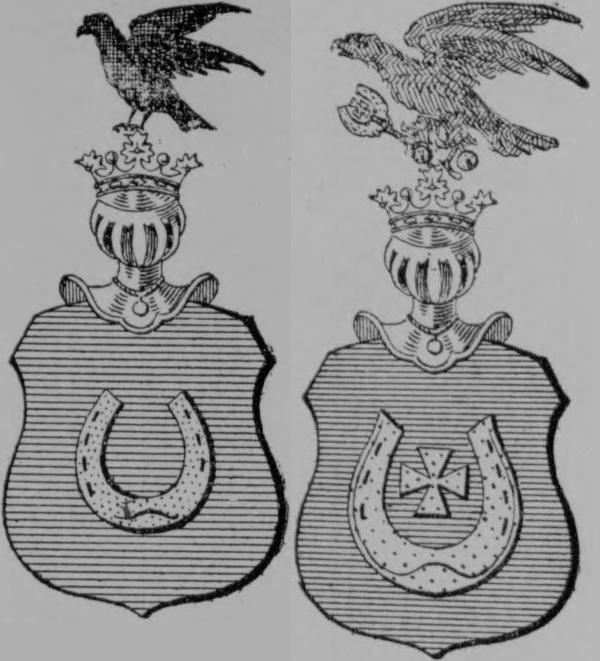
Dwie wersje herbu z Księgi herbowej rodów polskich J.K. Ostrowskiego (Jastrzębiec I i II)
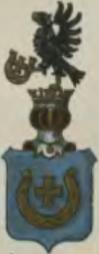
Jastrzębiec u Emiliana Szeligi-Żernickiego
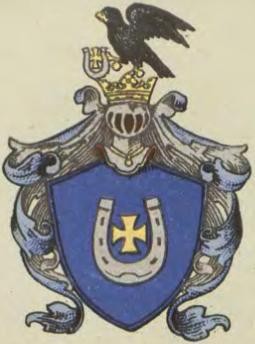
Jastrzębiec u Zbigniewa Leszczyca
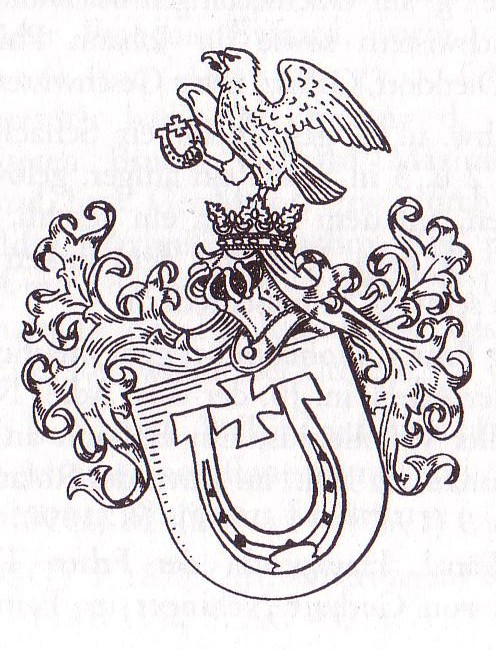
Herb Jastrzębiec w niemieckojęzycznym herbarzu Adelslexikon t. XIV, wydanie z 2003 roku
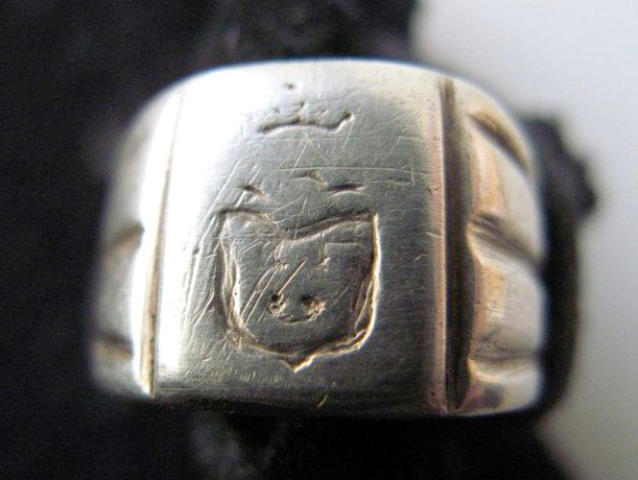
Sygnet z wytartym herbem Jastrzębiec, wykonany dla Czesława Jankowskiego w niemieckim obozie jenieckim dla oficerów, wykonany ze srebrnej monety przez współwięźnia (rok 1943)

Mimo iż pojawiały się pewne odstępstwa, herb Jastrzębiec, przez cały okres swego istnienia, miał ustaloną tynkturę pola – błękit. Wprawdzie najstarszy herbarz, Armorial Gelre (1370–95), podał herb z polem srebrnym, ale błękit zamieściło najwięcej średniowiecznych źródeł – Codex Bergshammar (XV w.), Klejnoty Długosza (po 1462), kronika Soboru w Konstancji (1483) i Stemmata Polonica (wydany w 1540 rękopis Klejnotów). Bergshammar przytoczył jednak też inną wersję herbu, z polem złotym. W protoekslibrisie Świętosława z Jeziorska, pole herbu było czerwone.
Źródła średniowieczne nie mogły się zgodzić co do barw godła. Podkowa była srebrna w Bergshammar, u Świętosława z Jeziorska i w Stemmata, zaś złota w drugiej wersji z Bergshammar, w herbarzu Gelre, kronice Soboru w Konstancji oraz w mszale w Gnieźnie. Krzyżyk w podkowie był srebrny w Bergshammar i u Świętosława, zaś złoty w Gelre, drugim wariancie z Bershammar, kronice Soboru i Stemmata. Zatem zdarzało się, że krzyżyk i podkowa miały różne barwy jednocześnie.
Wszystkie wymienione źródła umieściły podkowę na opak, ale w rękopisie kórnickim Klejnotów Długosza, Notatach Zamojskiego (1434), na pieczęciach Jakusza z Łukowicy i Piotra z Jankowic oraz na chrzcielnicach w Opocznie i Żmigrodzie, podkowa jest w pozycji naturalnej, tzn. barkiem do góry. W średniowieczu pojawiły się też odstępstwa od standardowego umieszczenia krzyżyka (luzem między ocelami) – jest on zaćwieczony na podkowie w przedstawieniu z nagrobka w Chodczu i z kafla w Kaliszu.
Zachowało się tylko jedno średniowieczne, barwne przedstawienie klejnotu Jastrzębca. Pochodzi ono ze Stemmata Polonica i wyobraża jastrzębia srebrnego, ze złotym orężem, siedzącego na tle skrzydła. Brak na razie dodatkowych elementów w postaci dzwonków i godła w łapie. Jest za to skrzydło, które pojawiło się też we wszystkich innych średniowiecznych przedstawieniach klejnotu razem z jastrzębiem: na pieczęci Wojciecha Jastrzębca z 1436, tablicy erekcyjnej w Beszowej i kartuszu w Lipowcu. Na pieczęci Dersława z Rytwina z 1454 jest samo skrzydło. Oprócz tego zachował się wizerunek pieczętny Mikołaja Myszkowskiego oraz Dersława i Jana z Rytwian, na którym klejnot jest tautologiczny. Józef Szymański, podając podstawową, średniowieczną wersję herbu, przyjął opis klejnotu pochodzący od Długosza – zatem bez dodatkowego skrzydła, uzupełniony o barwy oręża ze Stemmata. Skrzydło w tle, Szymański zinterpretował jako skrzydło samego jastrzębia, rysując go w pozie wzbijania się do lotu. Taką też średniowieczną wersję herbu zamieszcza obok późniejszych Tadeusz Gajl.
Pole herbu w wieku XVI nadal było błękitne, choć pojawiały się od tego wyjątki. Błękit podały dzieła będące kontynuacjami Klejnotów, w opracowaniu Chigi, Łętowskiego, Kamyna i Herbarz Arsenalski. Bez barw herb przedstawili Bartosz Paprocki w Herbach rycerstwa polskiego (1584) i w Panoszy (1575), Mikołaj Rej w Zwierzyńcu (1562), Ambroży z Nysy (1562) i Marcin Bielski w Kronice (1597). Jeden dokument z 1557 roku przekazuje informację o czerwonej barwie pola.
Godło całe srebrne podały w XVI wieku dokumenty z 1540, 1568 i Metryka Koronna z 1551 oraz Kamyn. Józef Szymański wśród źródeł XVI-wiecznych wymienia też Stemmata, przytaczane przezeń wcześniej wśród źródeł średniowiecznych (zapewne, dlatego że był to rękopis średniowiecznych Klejnotów, wydany w XVI wieku). Stemmata, jak już wspominano, zilustrowały krzyżyk jako złoty. Takie zróżnicowanie barw godła występuje ponadto na polichromii z Sulejowa. Pojawiały się też kompozycje barw, charakterystyczne dla późniejszych przedstawień herbu, tj. z godłem całym złotym. Tak jest w dokumentach z lat 1519, 1552 i na nagrobku Śleszyńskich w Łowiczu oraz miniaturze S. Samostrzelnika. Godło jako złote opisuje Bartosz Paprocki w Gnieździe cnoty.
Zachowało się ponadto kilka XVI-wiecznych przedstawień, w których, być może przez niedbalstwo wykonawców, elementy godła odbiegały od wizerunku podkowy i krzyżyka kawalerskiego, bądź podkowę zamieszczano nie na opak. Nie ma jednak pewności, czy chodzi tu o niedbale wykonane Jastrzębce, o odmiany, czy może zupełnie inne herby.
Klejnot Jastrzębca w XVI wieku pozostawał nieustalony. Paprocki w Herbach zamieścił dwie jego wersje – z samym jastrzębiem oraz z jastrzębiem z dzwoneczkami i godłem w łapie. Bielski w Kronice natomiast nadał mu formę znaną dzisiaj jako podstawowa. Jak powiedziano wcześniej, inny klejnot przytoczyły Stemmata. Z kolei na portrecie J. Zborowskiego, nagrobku Sobockich w Sobocie, ekslibrisie J. Lutomierskiego i dokumencie z 1552, jastrzębia namalowano bez dzwonków. W Opisie herbów Haleckiego, ptak w klejnocie bardziej przypomina kaczkę i trzyma w dziobie owalny przedmiot złoty (być może chodzi o podkowę). Pieczęć Krzysztofa Myszkowskiego ma z kolei w klejnocie pięć piór strusich, zaś nagrobek J. Jędrzejowskiego w Krośnie – siedem. Jeszcze inny klejnot był na pieczęci Andrzeja Zborowskiego i P. Myszkowskiego – ptak na ogonie pawim. Pieczęć nieznanego właściciela z 1569 przedstawiała w klejnocie jastrzębia między dwoma skrzydłami.
Wiek XVII przynosi już zdecydowanie wizerunek Jastrzębca, używany do dziś jako jego podstawowa wersja. Mowa o przedstawieniu i opisie z Kleynotów... J. A. Gorczyna (1630). Godło autor określił jako złote, pole błękitne, jastrząb z dzwonkami, trzymający godło w łapie. Nie podano barwy ptaka. Wojciech Wijuk Kojałowicz, w swoim Nomenclatorze (1658) zamieścił natomiast herb bez barw i w dwóch wersjach: prawidłowej (przy Brzozowskich i Czernickich) i w lustrzanym odbiciu (przy Kliszewskich). Jest to błąd, którego uniknął wcześniej Paprocki, zaś potem Niesiecki, a który dotknął wiele z innych przytaczanych przez nich herbów. Wacław Potocki natomiast umieścił tylko rysunek godła (bez informacji o barwach), ale klejnot opisał słownie – miał to być jastrząb trzymający podkowę.
Pierwszy herbarz wieku XVIII, autorstwa Antoniego Swacha, będący kompilacją prac Bielskiego, Okolskiego i Jana Liwa Herbulta (1705), zamieszcza opis i kształt herbu jak u Gorczyna. Taki sam herb podaje najważniejszy herbarz wieku XVIII, autorstwa Niesieckiego (1738), z bardziej szczegółowym opisem. XVIII-wieczną oboczność barw herbu można zobaczyć na nagrobku Maksymiliana Skrzetuskiego (z ok. 1775), gdzie pole jest czerwone.
XIX-wieczny herbarz Nikołaja Pawliszczewa (1853) podał wizerunek identyczny. Wizerunek nie zmienił się w Heraldyce rosyjskiej Aleksandra Łakiera (1854) i choć ciężko odczytać szrafowanie podkowy na rysunku, autor opisał jej tynkturę jako złotą. Herb Jastrzębiec Taczanowskich-Dassanowskych trafił też do niemieckojęzycznego Adelslexikon, tom XIV, gdzie umieszczono jego wizerunek. Krzyżyk jest tam nieco wyżej, zaś jastrząb w klejnocie nie ma dzwonków.
Przełom wieku XIX i XX przyniósł także wydanie jednego z najważniejszych herbarzy polskich, czyli Księgi herbowej rodów polskich J.K. Ostrowskiego (1897 – 1906). Autor ten odciął się od ustaleń swych bezpośrednich poprzedników i jako podstawową wersję zamieścił herb bez krzyża i z samym jastrzębiem w klejnocie. Wersję z krzyżem i z jastrzębiem trzymającym godło, z dzwonkami na łapach, nazywa Jastrzębcem II.
Emilian Szeliga-Żernicki w Die polnischen Stammwappen (1904) podał prawidłowy kierunek godła i klejnotu, ale jastrząb był u niego czarny. Podobnie zrobił Zbigniew Leszczyc w Herbach szlachty polskiej (1908) – podał prawidłowy kierunek godła i klejnotu, ale podkowę zamieścił srebrną, zaś jastrzębia czarnego. Stanisław Chrząński natomiast, w swych Tablicach odmian (1909) narysował godło złote, zaś jastrzębia srebrnego.
Opracowania współczesne, jak Herbarz polski od średniowiecza do XX wieku Tadeusza Gajla i Herbarz rodowy Alfreda Znamierowskiego, wobec rozbieżności w historycznych przekazach, nie zajmują wspólnego stanowiska na temat barwy jastrzębia w klejnocie, chociaż zgadzają się co do kształtu herbu. Tadeusz Gajl daje jastrzębia w barwie naturalnej. To właśnie wersja Gajla figuruje w infoboksie. Alfred Znamierowski natomiast barwy jastrzębia w opisie nie uwzględnia, ale na rysunku jest on złoty.
Dzięki współdziałaniu Mennicy Polskiej ze Związkiem Szlachty Polskiej został wyemitowany srebrny numizmat z przedstawionym na awersie herbem szlacheckim Jastrzębiec. Jest to jedno z najnowszych współczesnych przedstawień herbu. Szrafowanie jest tu jednak niepełne, przez co nie da się odczytać barwy godła czy labrów.
Józef Szymański w Herbach średniowiecznego rycerstwa polskiego używa w odniesieniu do ptaka z klejnotu nazwy jastrzębiec, zapewne na wzór nazwy herbu. Jest to inny rodzaj ptaków (Geranospiza), z tej samej rodziny co jastrzębie. W swojej kolejnej publikacji Herbarz XVI-wiecznego rycerstwa polskiego, autor używa już nazwy jastrząb.

### Etymologia
Józef Szymański zgadza się z opiniami Aleksandra Brücknera, że Jastrzębiec (pisane też jako Yastrzambko, Gestrzabecz, Jastrzęby, Jastrząb, Jastrząbek) to nazwa imionowa, mająca odniesienie w nazwie osobowej. Accipiter to przekład tej nazwy na łacinę.
Nagody i Nagórę pochodzą od okrzyków bojowych, choć według Ludwika Moszyńskiego Nagody to proklamacja eliptyczna.
Podobną etymologię co Jastrzębiec ma według Szymańskiego też Łazęka (Laząky), którą wywodzi od łazęka – wywiadowca, szpieg. Takie same pochodzenie ma według Szymańskiego Bolesta (Boleścic, Bolesty, Bolesta, Boleszyc), choć autor nie wyklucza też pochodzenia topograficznego.
Jan Długosz podał następujące źródło dla nazwy imionowej Boleścic:

JASTRZĘBIEC ... Z polskiego plemienia zrodzony... Mężowie w nim skłonni do despotyzmu i ubiegania się o prywatę; przez nich tak święty Stanisław krakowski jak Werner płocki biskup zostali zabici. Z powodu tej zmazy, gdy niektórzy rycerze domu tego, po zabójstwie świętego Stanisława, zbiegli na Mazowsze, zostali nazwani Boleścicami, niby rycerzami króla Bolesława, i imię owe losem wyznaczone aż po dziś dzień zachowują.

Historia ta ma oczywiście charakter legendy, Szymański nie podaje żadnego źródłosłowu dla tej nazwy.
Zarazy to nazwa o pochodzeniu niepewnym, być może od zaraza (raz=cios, zarazić=porazić, uderzyć jak podaje Brückner), lub zarazić – pokonać, zniszczyć (według Moszyńskiego).
Kamiona (Camyona) według Piekosińskiego ma być nazwą topograficzną, pochodzącą od Kamienia – siedziby najwcześniejszego znanego Jastrzębczyka – Adama z Kamienia.
Kaniowa to według Ostrowskiego nazwa, będąca zniekształceniem nazwy Kamiona.

### Legendy herbowe
Bartosz Paprocki podał legendę herbową, która wiąże początek herbu z zasługami rycerza Accipitryna, pogromcy pogan i wynalazcy podkowy:

Gdy z wiary krześcijańskiej Polacy słynęli,
Ze wszystkich stron pogani na nie się rzucili,
Kosz swój na Górze Łysej, na barzo wysokiej,
Położyli, skąd mieli pozor dość szeroki.
Wiedząc o nich Polacy odpór im dać chcieli,
Ochotnie do ich wojska ze swym wojskiem bieżeli,
Które kiedy pogani z dala obaczyli,
Krystusa Pana bluźniąc, z krześcijan szydzili.
Wołał jeden z ich wojska: macie tak mężnego.
Co by się chciał ze mną bić w imię boga swego,
Krzyczy głosem. A w tym mąż Accipitryn rączy,
Koń żarki, serce śmiałe i mężne mający,
Wbieżał prędko na górę, skąd się nie postrzegli,
Porwał męża onego, a niż mu zabiegli,
Ścieżkami zwyczajnymi, on w swój obóz wskoczył
Że go z onych tak rączych żaden ani zoczył.
Podczas gdy mu powiedział wielkość wojska swego,
Dla wielkiej gołoledzi tam przezpieszność jego.
Accipitryn, podkowy zmyśliwszy, gotować
Rozkazał, a kilkaset koni prędko kować.
Sam rześko naprzód skoczył do wojska onego,
Poraził małym pocztem onę wielkość jego.
Król zaraz tę posługę jego nagradzając,
A inszym do posług swych chęci dodawając,
Iż wynalazł podkowy, bieł mężnie pogany,
Takim znakiem od niego wiecznie piętnowany,
W błękitnym polu nosić rozkazano złoty,
Ptak w hełmie, znak przezwiska, czerstwości i cnoty.

Kasper Niesiecki lekko zmodyfikował tę legendę. Według niego jastrząb był starym herbem rycerza, który przeniesiono mu na hełm, dając na tarczy podkowę w uznaniu jego wynalazku:

Ten klejnot ...dlatego ma nazwisko Jastrzębiec, że przodkowie jego jeszcze w pogaństwie nosili w herbie samego tylko Jastrzębia. Atoli potem za czasów Bolesława Chrobrego króla, około roku 999, Łysą Górą mil dwie od Bożęcina, którą teraz S. Krzyża zowią, poganie nieprzyjaciele opanowali i na niej jak w fortecy jakiej ubezpieczeni stojąc, z wojska się naszego urągali mówiąc: “Jednego z między siebie stawcie, który by za Chrystusa waszego chciał z którym z naszych na pojedynek wynijść”. Usłyszawszy to rycerz jeden, Jastrzębczyk, żarliwością wiary i chwały boskiej wzruszony, wynalazł podkowy pod kopyta końskie, którymi konia podkowawszy, szczęśliwie się na Łysą Górę przedarł, tam z hardo przedtem natrząsającym się poganinem pojedynek stoczywszy, pojmał go i do króla przyprowadził. Innym nawet kawaleryi polskiej żołnierzom, podawszy ten sposób, gdy konie swoje podkowali, na górę śliską i lodem oblaną przebyli, nieprzyjaciela znieśli i zwyciężyli. W nagrodę przemysłu swego od tegoż króla wziął herbu swego odmianę, że podkowę z krzyżem na tarczy mu złożono. Jastrzębia zaś na hełm wyniesiono.

Według legendy opisanej przez Stanisława Duńczewskiego dzwonki myśliwskie z pęcinami i dodatkowa podkowa trzymana w szponie przez jastrzębia w klejnocie zostały nadane jako odmiana herbu Wawrzyńcowi Międzyleskiemu (pisarzowi Wielkiego Księstwa Litewskiego, posłowi króla polskiego) przez cesarza Maksymiliana za zasługi uczynione w obronie wiary chrześcijańskiej przed Turkami i ..nieprzyjacielom inszym Imięnia Chrześcijańskiego.

## Herbowni

### Lista Tadeusza Gajla
Lista herbownych w artykule sporządzona została na podstawie wiarygodnych źródeł, zwłaszcza klasycznych i współczesnych herbarzy. Należy jednak zwrócić uwagę na częste zjawisko przypisywania rodom szlacheckim niewłaściwych herbów, szczególnie nasilone w czasie legitymacji szlachectwa przed zaborczymi heroldiami, co zostało następnie utrwalone w wydawanych kolejno herbarzach. Identyczność nazwiska nie musi oznaczać przynależności do danego rodu herbowego. Przynależność taką mogą bezspornie ustalić wyłącznie badania genealogiczne.
Pełna lista herbownych nie jest dziś możliwa do odtworzenia, także ze względu na zniszczenie i zaginięcie wielu akt i dokumentów w czasie II wojny światowej (m.in. w czasie powstania warszawskiego w 1944 spłonęło ponad 90% zasobu Archiwum Głównego w Warszawie, gdzie przechowywana była większość dokumentów staropolskich). Lista nazwisk znajdująca się w artykule pochodzi z Herbarza polskiego, Tadeusza Gajla (1738 nazwisk). Występowanie na liście nazwiska nie musi oznaczać, że konkretna rodzina pieczętowała się herbem Jastrzębiec. Często te same nazwiska są własnością wielu rodzin reprezentujących wszystkie stany dawnej Rzeczypospolitej, tj. chłopów, mieszczan, szlachtę. Jest to jednakże dotychczas najpełniejsza lista herbownych, uzupełniana ciągle przez autora przy kolejnych wydaniach Herbarza. Tadeusz Gajl wymienia następujące nazwiska uprawnionych do używania herbu Jastrzębiec:
|  | Abicht, Abrahamowicz, Abramowicz, Abramowski, Adamczewski, Adamczowski, Adamowski, Adamski, Ajdukiewicz, Akreyć, Albinowski, Anasiński, Andralewski, Andrejkonis, Andrzejkonis, Antuziński, Ardzienicki, Arkuszewski. Babutowicz, Bachmiński, Baliński, Balutowicz, Bałotowicz, Bałutowicz, Bandzisławski, Baniewicz, Bantowski, Banty, Baracewicz, Baranowski, Barański, Barszcz, Bartoszewicz, Bartoszewski, Bazalewicz, Bazylewski, Bąklewski, Bąski, Bekierski, Belkowski, Bełdowski, Bełkowski, Bełzecki, Bełżecki, Berdowski, Beski, Beykowski, Będzisławski, Bęklewski, Bęski, Białobłocki, Białostocki, Białowiejski, Białowieski, Biejko, Biejkowski, Bielański, Bielawski, Bieleski, Bielewski, Bierczyński, Bierzyński, Bietkowski, Bieykowski, Bieżyński, Bijejko, Bijewski, Bilański, Bilawski, Bileński, Bilewski, Bisiowski, Biszowski, Bitkowski, Bliński, Bnikowski, Bniński, Bobowski, Bobrowicz, Bobrowski, Bobrujek, Bobrujko, Bogdaszewski, Bogusławski, Bogusz, Bohun, Bohusz, Bolesławski, Bolesta, Bolestowski, Bolesz, Bołdowski, Boniecki, Borbowski, Borchart, Bordziakowski, Borejka, Borejko, Boreyko, Borowski, Borszowicz, Bortkiewicz, Boruta, Borzynowski, Borzysławski, Bossowski, Bożydłowski, Briganty, Brodecki, Brodowski, Bromierski, Bromirski, Brosina, Bruchowski, Brudkowski, Brudnicki, Brühl, Brumirski, Brykowski, Brzechwa, Brzeski, Brzezicki, Brzostkowski, Brzostowski, Brzuchański, Buchowski, Bucki, Buckiewicz, Bućkiewicz, Budek, Budkiewicz, Budko, Budkowski, Budnik, Budny, Budrewicz, Budryk, Budziski, Budzki, Bugosławski, Bujko, Bujwid, Bukiewicz, Bukowski, Burkiewicz, Burski, Butkiewicz, Butkowski, Butowiec, Buwojna, Buwojń, Buyko, Buykowski, Buywid, Bużeński, Bykowski, Bylecki, Bylewski, Bylicki, Bystrzejowski, Byszewski, Bytyński. Całkowski, Cedroński, Cernikowski, Chabicki, Chabielski, Chajziński, Chalimowicz, Chaliński, Chamski, Charbicki, Charczenko, Charczewski, Charzewski, Chaszczyński, Checkitowski, Chelsztowski, Chełmicki, Chełstowski, Chileński, Chilewski, Chiliński, Chłochoł, Chmielecki, Chmielewski, Chmielowski, Chmilewski, Chocholewski, Chochoł, Chociński, Chodkiewicz, Chodko, Chodkowski, Chodorowicz, Chodowski, Chojecki, Choraszewski, Chorczewski, Choromański, Choroszcza, Choroszczo, Choroszewski, Chorzelski, Chorzewski, Choszczewski, Chrapiewski, Chraplewski, Chromski, Chrostowski, Chrupcewicz, Chruściński, Chrypcewicz, Chrząstowski, Chudkowski, Chutkowski, Chwalibowski, Chwedkowicz, Chwiedkiewicz, Chybski, Chylewski, Chyliński, Chymiński, Ciaszyński, Ciekliński, Ciesielski, Ciesiewski, Cieszejowski, Cieszewski, Cieszyński, Ciołkowski, Cioromski, Cisowski, Cissowski, Ciszewski, Ciszkiewicz, Ciuszowski, Ciżewski, Ciżowski, Cudzinowski, Cudzynowski, Czajka, Czajkowski, Czapiejewski, Czapiewski, Czapski, Czarnomiński, Czarnomski, Czartkowski, Czasławski, Czayka, Czaykowski, Czechowicz, Czechowski, Czeczewicz, Czeczotek, Czeczotka, Czempkowski, Czempowski, Czepowski, Czerbiecki, Czerepowicz, Czereptowicz, Czerniawski, Czernicki, Czerniecki, Czernikowski, Czerniowski, Czerwicki, Czesiejko, Czeski, Czeszejko, Czeszowski, Czeżowski, Cziszewski, Czopowski, Czuszewski, Czuszowski, Czyczyrka, Czyż, Czyżewski, Czyżowski. Ćwierzycki. Dabisz, Dabiża, Dakowski, Damiański, Dawidowski, Dąbrowski, Dembowski, Demianowicz, Demożyrski, Dersław, Dębowski, Długołęski, Dobaniowski, Dobiecki, Dobkowski, Dobrosielski, Dobrowolski, Dobrski, Dobrzyński, Domaradzki, Domaszewski, Domaszyn, Dombrowski, Domejko, Domeyko, Domozyrski, Donakowski, Dorański, Dorbski, Dork, Dowiat, Dowiatt, Dramiński, Drągowski, Drochowski, Drogoszewski, Drohoszewski, Drohowski, Drongłowski, Drozd, Drozda, Drozdowicz, Drozdowski, Drozdżowski, Droździewicz, Drożdżowski, Drózd, Druchowski, Drużyłowski, Drużynowski, Dryngielewicz, Drzewiecki, Dudycki, Dudycz, Dumaszewski, Dunicz, Duński, Duprski, Duprzski, Dymistrowski, Dymitrowicz, Dymitrowski, Dymowicz, Dzetnarowski, Dziaczkowski, Dziakoński, Dziankowski, Dziebakowski, Dziechciejowski, Dziechciewski, Dzierożyński, Dzierzgowski, Dzierzkowski, Dzierżański, Dzierżek, Dzierżgowski, Dzierżko, Dzierżyński, Dziewanowski, Dziewczopolski, Dziębakowski, Dzięcielski, Dzięgielewski, Dzięgielowski, Dzięgulewski, Dzikowski, Dzirwanowski, Dziwanowski. Ejdymt, Ejdynt, Ejmont, Ejsmont, Erlicki, Eymont, Ezofowicz. Fabecki, Fabianowski, Falęcki, Faliborski, Falibowski, Falkowicz, Fedczenko, Fedkowicz, Fenikowski, Fiedczenko, Filkiewicz, Fillicki, Fiszer, Foret, Foreth, Frykacz, Fundament. Galowski, Galusiński, Garbiński, Gardziński, Gaszyński, Gawkowski, Gawroński, Gażewski, Gebart, Gembart, Gengid, Germanowski, Germański, Gerszewski, Getulewicz, Gębart, Gębicki, Giboski, Gibowski, Giedygołgowicz, Gierałtowski, Gierdwoyń, Gierszewski, Gilewicz, Girdwojń, Girdwoyń, Girtowicz, Gleszczyński, Gliczyński, Gliński, Gliszczyński, Głoczyński, Głodziński, Głoskowski, Głoszkowski, Głuchowski, Głuszecki, Głuszkowski, Głyszczyński, Godowski, Godziszewski, Golański, Gołaski, Goławski, Gołdziecki, Gołdziewicz, Gołkowski, Gołocki, Gołuski, Gołuszewski, Gołyński, Gomołka, Gongid, Gonszd, Gorczycki, Gorczyczki, Gorczyński, Gorecki, Gorzechowski, Gorzycki, Gorzyński, Gosiewski, Gosławski, Gostkowski, Gostyński, Gosuński, Goszczycki, Goszycki, Goślicki, Gotkowski, Gottleb, Górecki, Górski, Grabkowski, Grabowski, Grampowski, Grasimowski, Grazimowski, Grazimski, Grądzki, Grebecki, Grembicki, Grembiecki, Grodecki, Grodowicki, Gronostajski, Grudecki, Grudnicki, Grzankowski, Grzebski, Grzegorzewicz, Grzegorzewski, Grzelski, Grzembski, Grzębski, Grzywieński, Grzywiński, Gulbin, Gurski, Gussowski, Guziński, Guzowski, Gużewski. Habicht, Hackiewicz, Hadzkiewicz, Haszlakiewicz, Hejden, Hejsman, Herman, Hermanowski, Hobolewski, Hodorowicz, Hoffman, Hohol, Hoholewski, Hohołowski, Horbaczewski, Horoszewski, Horożański, Horożdański, Hreczycha, Hrom, Hryckowski, Hryhorewicz, Hryńkowicz, Hukowski, Humański, Huniawski. Idźkowski, Iwański, Iwaszkiewicz, Iwiński, Iwoński. Jabłoński, Jaczewski, Jaczyński, Jadamczewski, Jadamczowski, Jadamowski, Jagociński, Jajkowski, Jakimczycki, Jakimowski, Jakowski, Jakubowski, Jakucewicz, Jałowicki, Janczewski, Janikowski, Janisławski, Janiszewski, Jankiewicz, Jankowski, Janowicz, Janowski, Jarkowski, Jarkuszewski, Jarmaszewicz, Jarociński, Jaroszyński, Jasielski, Jasica, Jasieński, Jasiński, Jastrzembowski, Jastrzębecki, Jastrzębiec, Jastrzębowski, Jastrzębski, Jaszczukiewicz, Jaszczyc, Jaszczyca, Jaszewski, Jaszkowicz, Jaszkowski, Jaślikowski, Jawgiel, Jaworski, Jączewski, Jelowski, Jełowicki, Jengielewicz, Jerzewski, Jewski, Jewsko, Jezierski, Jeżewski, Jeżowski, Jędrzejewski, Jędrzejowski, Jędrzyjewski, Jędrzyjowski, Jodłowicki, Jodłownicki, Jodłowski, Jonczewski, Julkowski, Jułkowski, Jurga, Jurkowski, Juszkiewicz, Juszyński. Kachowski, Kaczyński, Kaleczycki, Kalicki, Kamieński, Kamiński, Karaczewski, Karasowski, Karaśnicki, Kardoliński, Karski, Karsznicki, Karśnicki, Karwacki, Karyszewski, Kaszewski, Kawieczyński, Kaznowski, Kaźnicki, Każnicki, Kempski, Kępski, Kiborsztowicz, Kibort, Kibortowicz, Kielbowski, Kiemski, Kierkiłło, Kierzkowski, Kierznowski, Kil-Kulewski, Kilewicz, Kinatowicz, Kiwerecki, Kiwerski, Kiwierski, Klamborowski, Kleiner, Klembowski, Klepaczewski, Kleyner, Klębowski, Klimaszewski, Klisz, Kliszewski, Kluczowski, Kluszewski, Kłapiszewski, Kłębowski, Kmita, Kochowski, Kociecki, Kociubiński, Koczański, Koczowski, Kodłatowski, Kokowiński, Kołwzan, Konarski, Konarzewski, Koniaszewicz, Konopka, Kopajski, Kopański, Koperni, Kopernicki, Kopesz, Kopeszy, Kopiowski, Korolewicz, Koroszewski, Korzybski, Kosarski, Kosiłowski, Kosior, Kosiorek, Kosmaczewski, Kosmarzewski, Kosnowicz, Kostecki, Kostka, Koszczan, Koszczen, Koszłowski, Kościan, Kościej, Koścień, Kościeński, Kościerz, Kościey, Kośmiderski, Kośmiński, Kotarbski, Kotlewski, Kowalewski, Kowalowski, Kowzan, Koziebrocki, Koziebrodzki, Kozielski, Kozieradzki, Kozik, Kozika, Koziński, Koziobrocki, Koziobrodzki, Kozłowicki, Kozłowski, Krapowski, Krasiewski, Krasowski, Krassowski, Krasucki, Krasuski, Kraszewski, Kraszowski, Kraśnicki, Krempski, Krępski, Krieger, Krigier, Kroczewski, Kroczowski, Krol, Krolicki, Kroszewski, Królicki, Kryger, Krygier, Krzcięcki, Krzczęcki, Krzecięcki, Krzesimowski, Krzykowski, Krzywański, Krzyżanowski, Ksiąski, Ksiązki, Księski, Księżopolski, Kucharski, Kucicki, Kuczkowski, Kuczuk, Kuczycki, Kudbrym, Kudbryn, Kudułtowski, Kukawski, Kukolewski, Kukowski, Kul, Kula, Kulbanowski, Kulesza, Kulewski, Kulik, Kulkowski, Kumatycki, Kumelski, Kumpikiewicz, Kunat, Kuropatwa, Kurp, Kurpiewski, Kuszel, Kuźma, Kuźmicki, Kuźmienko, Kuźmiński, Kuźnicki, Kużlatycz, Kwiatkowski. Lachowicki, Lachowski, Laudański, Laudon, Laudowicz, Laudański, Lawdański, Lazański, Leiman, Lekowski, Lenartowicz, Lendziewicz, Lesiński, Leśniobrodzki, Lewdański, Lewikowski, Leźnicki, Leżnicki, Lgocki, Lichodziejewski, Ligocki, Ligowski, Lipowski, Lisicki, Lisowski, Lubecki, Lubicz, Lubiecki, Lubocki, Lubowicki, Lubowidzki, Luszczkowski, Lutomierski, Lutomirski. Łabanowski, Łabęcki, Łachowski, Łagiewnicki, Łańcuchowski, Łapuszewski, Łasieński, Ławcewicz, Ławdański, Łazański, Łazęka, Łazicki, Łazieński, Łaziewski, Łaziński, Łącki, Łąszewski, Łątkowski, Łempiński, Łentkowski, Łęski, Łętkowski, Łobaczewski, Łobaczowski, Łobazewski, Łobocki, Łobodzki, Łomski, Łopuszewski, Łosiński, Łozicki, Łuba, Łuczaj, Łuczawski, Ługowski, Łukaszewicz, Łukowicz, Łukowski, Łuniewicz, Łużański, Łysakowski. Machciński, Machczyński, Maciejewski, Maciejowski, Maciuński, Mackiewicz, Macuński, Majer, Majewski, Majkowski, Makomaski, Makowski, Maksymowicz, Malczyński, Maleczyński, Malejewski, Malejowski, Maleszewski, Malewski, Malinowski, Maliszewicz, Maluski, Maluszyński, Małaszycki, Małęczyński, Małkowski, Małoklęcki, Małoklęski, Małucki, Małuski, Małużycki, Małyszko, Małżycki, Manikowski, Mankowski, Mańkowicki, Mańkowski, Marcisz, Markiewicz, Markowski, Marszewski, Marszowski, Marzewski, Maskowski, Maszczybrodzki, Maszczycki, Maszkowski, Matczyński, Maykowski, Mazewski, Mazidłowski, Maziłowski, Mączyński, Mąkomaski, Mejer, Mejsztowicz, Meleszewski, Meyer, Miaskowski, Micewicz, Michniewicz, Miecielski, Mieczkowski, Miedzylewski, Miernicki, Mieroszewski, Mierzwiński, Mierzyński, Mietelski, Mietlicki, Mietliński, Międzyleski, Międzylewski, Mikołajek, Milanowski, Milącki, Milejewski, Milejowski, Milewski, Milęcki, Milkont, Minakowski, Minkowski, Mirciński, Mirczyński, Mirosławski, Miroszewski, Miroszowski, Mirski, Mirz, Mirza, Mirzecki, Mirzeński, Mirzewski, Mirzyński, Misiowski, Miszeński, Miszewski, Mitelski, Mizinowicz, Mniewski, Mniowski, Moczulski, Modeński, Modleński, Modliński, Modryński, Modrzewski, Modrzycki, Modrzyński, Mojkowski, Mojski, Monczuński, Monczyński, Moralewicz, Morchonowicz, Morski, Mosakowski, Mossakowski, Moszczybrodzki, Mościborski, Mościbrodzki, Mościcki, Moykowski, Moyski, Mszaniecki, Mszczuj, Mścichowski, Mściszewski, Mussakowski, Mycielski, Myczkowski, Mysłowski, Mysorowicz, Mystkowski, Mysyrowicz, Myszkowski, Myśliński, Myśliszewski, Myśliszowski, Myślkowski. Nagora, Nagorczewski, Nagóra, Nagórka, Nagórko, Nagórniczewski, Nagórski, Nakielski, Narajewski, Narajowski, Nartowt, Narwojsz, Narwoysz, Nasiegniewski, Nasięgniewski, Nasiłowski, Necz, Nemir, Nestorowicz, Nichowski, Nicz, Nieciecki, Niedroski, Niedrowski, Niegocki, Niegoszewski, Niejeszowski, Niementowski, Niemiera, Niemierowicz, Niemira, Niemiro, Niemirowicz, Niemiryc, Niemirycz, Niemirzyc, Niemsta, Niemygłowski, Niemyjski, Nierowski, Niesiołowski, Nieśmierski, Niewęgłowski, Niewiegłowski, Niewirowicz, Niezdroski, Niezdrowski, Niskowski, Niszkowski, Noniewa, Noniewski, Nowacki, Nowaczewski, Nowajewski, Nowicki, Nowierko, Nowierski, Nowiewski, Nowomiejski, Nowowiecki, Nowowiejski, Nowowieski. Obłow, Obłów, Obniński, Obniski, Ochotnicki, Ocieski, Ocieszko, Oczkowicz, Oglęcki, Oględowski, Oględzki, Olawski, Oleszkiewicz, Oleszkowicz, Olizarowski, Olkowski, Olszanicki, Olszański, Oltański, Olwita, Opatkowski, Opatowicz, Opojewski, Opojowski, Opolski, Oraczewski, Oraczowski, Orłowski, Orpiński, Orzecki, Osiecki, Ostendowski, Ostrowski. Pabianowski, Paciński, Pacyński, Paczoski, Paczowski, Paczuski, Paczyński, Pakosz, Pakowski, Palancki, Palczycki, Palczyński, Palkiewicz, Panczenko, Papieski, Papiewski, Paprocki, Parulski, Paszkiewicz, Paszkowicz, Pawłowski, Pączkowski, Pątkowski, Pelcka, Pelczycki, Pelkowski, Pełczewski, Pełczycki, Pełczyński, Pełka, Pełkowski, Penwoyń, Perwoyn, Perwyń, Perzanowski, Peszkowski, Pet, Peta, Petkowski, Petrusiewicz, Petruszewicz, Pett, Pęcławski, Pęgowski, Pętkowski, Pielchowski, Pieńczykowski, Pierśnicki, Pietkiewicz, Pietrusewicz, Piętkowski, Pilawski, Pilch, Pilchowski, Pilichowski, Piłchowski, Piniński, Piotrowski, Pirocki, Płachecki, Płachocki, Pniewski, Podborski, Pokrzywnicki, Poleski, Polikowski, Polkowski, Połchowski, Połochowski, Połubiński, Pomaski, Popławski, Popłowski, Porczyński, Poremba, Porembiński, Poręba, Porębiński, Poręczyński, Postel, Pouślewski, Powczowski, Powierski, Preis, Preiss, Preyss, Prokuli, Proszowski, Protasewicz, Protasiewicz, Protasowicz, Protaszewicz, Pruski, Pruszkowski, Przanowski, Przeciszowski, Przedpelski, Przedpełski, Przedpolski, Przedziński, Przedzyński, Przepałkowski, Przeradzki, Przesiecki, Przestrzelski, Przędzyński, Psarski, Psiurski, Pszczołecki, Pszczołkowski, Pszczółkowski, Pszonka, Ptaszek, Puszcz, Puszkin. Rachański, Raciąski, Racibor, Raciborowski, Raczkowski, Raczykowski, Raczyński, Radecki, Radicki, Radowicz, Radzibor, Radziechowski, Rafanowicz, Rajuniec, Rajuńć, Ramotowski, Raszkowski, Ratajski, Relicki, Rembicki, Rembieszycki, Rembiewski, Rembiszewski, Rembowiecki, Rembowski, Remiszowski, Repczyński, Rewbicki, Reys, Rębiecki, Rębieszowski, Rębiszowski, Roch, Rodecki, Rodkiewicz, Rodowicz, Rodziewicz, Rogalski, Rogowski, Rogulski, Rojkiewicz, Rolski, Romanowski, Rosaiński, Rosnowski, Rostocki, Roszniowski, Rotkiewicz, Rowbicki, Rozembarski, Rożnicki, Rożnowski, Różewicki, Różnicki, Rubert, Rucki, Rudnicki, Rudzki, Rukiewicz, Rutkiewicz, Rutkowski, Rybczyński, Rychlicki, Rychlig, Rychlik, Rychłowski, Ryfiński, Rymkiewicz, Ryński, Ryszewski, Rytwiański, Rytwiński, Ryzgiewicz, Rzążewski, Rzesiński, Rzestkowski, Rzeszkowski, Rześnicki, Rzewski, Rzewuski, Rzołkowski. Sadło, Sadziński, Sadzyński, Saftenko, Sajdak, Sajewicz, Saknowski, Salewicz, Salmonowicz, Salomon, Samborski, Saniewicz, Sarbski, Sarnawski, Sarnowski, Sasimski, Sasin, Sasinowicz, Sasinowski, Sasiński, Sawicki, Sawicz, Sądziński, Sądzyński, Scibor, Scyt, Sczepkowski, Sczyt, Secemski, Serafin, Serafini, Serafinowicz, Serwatowski, Sędzikowski, Sędziszewski, Sęk, Sępiński, Siebiszowski, Siemianowski, Siemiątkowski, Siemiętkowski, Sieromski, Siestrzewitowski, Simowski, Sipajło, Siudziński, Siwowąs, Skabajewski, Skibniewski, Skłodowski, Skorczycki, Skorycki, Skorzycki, Skowroński, Skórczycki, Skórski, Skrocki, Skrodzki, Skromowski, Skrzeszewski, Skrzeszowski, Skrzetuski, Skrzycki, Skrzypkowski, Skrzyszewski, Skrzyszowski, Skubajewski, Skubniewski, Skurczycki, Skurczyński, Skurski, Skwarkowski, Slażyński, Słabkowski, Sładkowski, Sławecki, Sławęcki, Sławicki, Sławiec, Sławko, Sławuta, Słodkiewicz, Słodkowicz, Słodkowski, Słonawski, Słubicki, Sługocki, Smolski, Smólski, Smulski, Sobiczewski, Sobiczowski, Sochacki-Czeszejko, Sokoliński, Sokolnicki, Sokołowski, Sołtanowicz, Somański, Somowski, Sparewicz, Spasowicz, Spicki, Srokowski, Stalimierski, Stalmierski, Stalmirski, Stanowski, Starczewski, Stasiniewicz, Statkowski, Stawiński, Stawiski, Stawiszewski, Stawnicki, Stawski, Stegwił, Stegwiłło, Stein-Kamiński, Stejgwiłło, Stępkowski, Stępnicki, Stoczek, Stokowski, Strachocki, Strachota, Strachowski, Stradowski, Strojnowski, Strupczewski, Strus, Strużanowski, Strużyński, Strzelecki, Strzembosz, Strzeszkowski, Strzeszowski, Strzeżowski, Strzębosz, Strzyżewski, Strzyżowski, Stużeński, Stwarkowski, Styrykowicz, Suchar, Sucharski, Suchodolski, Suchorabski, Suchorąbski, Suchorski, Suleński, Sulewski, Suliński, Sułaczewski, Sułaszewski, Sumowski, Sunawski, Swaryczewski, Sypniewski, Szaknowski, Szalawski, Szaławski, Szantyr, Szarbski, Szasiewicz, Szaszewicz, Szaszewski, Sządziński, Szczegłowski, Szczemski, Szczepanowski, Szczepański, Szczepkowski, Szczesnowicz, Szczęsnowicz, Szczkowski, Szczygielski, Szczygłowski, Szczyt, Szczytowski, Szebiszowski, Szeczemski, Szegajło, Szelągowski, Szendel, Szerenos, Szminerowicz, Szokalski, Szomański, Szomowski, Szpilarski, Szulencki, Szuleński, Szulęcki, Szumański, Szumicki, Szumowski, Szumski, Szunawski, Szwab, Szwabowicz, Szwan, Szwański, Szymański, Szymonowicz, Szymoński, Szymowski. Ściborowski, Śladkowski, Śliź, Śmiodowski, Świątecki, Świątek, Świerszcz, Święcicki. Taczanowski, Talałowicz, Talat, Talatowicz, Taniewski, Taraszkiewicz, Tarnawiecki, Tarnowiecki, Tawtwojsz, Techlowicz, Tejkowski, Temberski, Tempowski, Tempski, Testański, Tępski, Tłokieński, Tłokiński, Tłubicki, Tłubiński, Tobolski, Tomczycki, Trojan, Trybell, Trzciński, Trzebieński, Trzebiński, Trzecki, Trzepieński, Trzepiński, Trzesiewski, Trzeszczkowski, Trzeszewski, Trzeszkowski, Tworziański, Tworzyański, Tymicki, Tynicki, Tyniecki. Uchaciewicz, Uchacz, Uchański, Ufniarski, Ulanowski, Ulatowski, Umański, Unierzyski, Uniszowski, Urniaż, Uściański, Uścinowicz, Uzłowski, Uznański, Użwęcki. Waczewski, Waczkowski, Waczowski, Wadarzyński, Wadaszyński, Wadołowski, Waga, Walentynowicz, Waliszewski, Waratyński, Wasiłło, Waszkowski, Wawrentowicz, Wawrowski, Wawski, Ważyński, Wądolkowski, Wądołkowski, Wąkczewski, Wąkczowski, Weleszewicz, Wędziński, Węgielewski, Węglowski, Węgrowski, Węsierski, Wężyk, Wiałowicz, Widziewicz, Wiebowski, Wierciszewski, Wiernek, Wierożepski, Wierzbicki, Wierzbiński, Wierzbołowicz, Wierzbowski, Wierzchnicki, Wiewecki, Wiewiecki, Wigłosz, Wiktorowski, Winiarski, Wintyłł, Wintyłło, Wirożepski, Wiszczyński, Witosławski, Witowski, Wituński, Wityński, Wizbor, Włochowski, Wnuczek, Wnuk, Wodziński, Wodzyński, Wojchowski, Wojciechowski, Wojdyłło, Wojdyło, Wojtkiewicz, Wolecki, Woleński, Wolęcki, Wolicki, Woliński, Wolski, Wołodko, Wołuński, Wondołowski, Woraiński, Woźniakowski, Wroblewicz, Wroblowski, Wronikowski, Wróblewicz, Wróblewski, Wróblowski, Wyczałkowski, Wydżga, Wygnański, Wykarski, Wykowski, Wyrowski, Wyrozembski, Wyrozemski, Wyrozębski, Wyrozęski, Wyrzykowski, Wysocki, Wyszkowski, Wytyński, Wyzga, Wyżga, Wyżgoń, Wzdulski. Zabawski, Zabierzowski, Zadambrowski, Zadąbrowski, Zadorski, Zagorski, Zagórski, Zaik, Zail, Zajadlewski, Zajkowski, Zakowski, Zakrzewski, Zakrzowski, Zalesicki, Zalesiło, Zaleski, Zalesycki, Zalewski, Zalisławski, Zamieński, Zarzeczny, Zasławski, Zatorski, Zawadzicki, Zawadzki, Zawakiewicz, Zawidzki, Zawilski, Zawistowski, Zawitniewicz, Zawojski, Zaykowski, Zbaraszewski, Zberowski, Zborcicki, Zboroszewski, Zborowski, Zborzeński, Zbrożek, Zdan, Zdankiewicz, Zdanowicz, Zdanowski, Zdumowski, Zdunowski, Zdzierszek, Zdzierżek, Zdzieszek, Zdzieszyński, Zebierzowski, Zendzianowski, Zerek, Zernowski, Zielanowicz, Zieleziński, Zieliński, Zienkiewicz, Zienkowicz, Zmiewski, Znaczeński, Zrzęcki, Zub, Zubowicz, Zukowski. Żabowski, Żadkiewicz, Żakowski, Żałkowski, Żarcicki, Żarski, Żatkiewicz, Żdanowicz, Żebrowski, Żegniewski, Żegocki, Żelazowski, Żendzian, Żendzianowski, Żereg, Żerkowski, Żernowski, Żędzian, Żędzianowski, Żmijewski, Żmijowski, Żolpa, Żołkowski, Żołnierkiewicz, Żołpa, Żołtkiewicz, Żółkowski, Żukowski, Żydkiewicz, Żykowski, Żymirski, Żytkiewicz, Żytkowski, Żywic. Tadeusz Gajl, Herbarz Polski |

Herb Jastrzębiec należał do najbardziej rozpowszechnionych herbów szlacheckich i pieczętowało się nim wiele rodzin. Jastrzębczykowie drogą adopcji użyczali nobilitowanym swego herbu i dotyczyło to nie tylko polskiej narodowości. Warto zaznaczyć, że jakkolwiek często w takich wypadkach herb adoptującego bywał odmieniany, to dużo nobilitowanych przyjęło też niezmienionego Jastrzębca.
Oprócz wspomnianego już rodu Jana Niemiry, który dał początek takim litewskim rodzinom jak: Niemirowicze, Szczytowie i Szczytowie-Niemirowicze, Jastrzębca przyjmowano przy nobilitacjach wielokrotnie również w czasach późniejszych. Podczaszy (Pothczassy) Mirzewski, dziedzic dóbr Mirzewice, wraz z synami został przyjęty do herbu przez Jana Ocieskiego w 1551. Erazm Czeczotka powiększył grono herbownych za sprawą nieznanego adoptującego w 1552. Jan Foreth został adoptowany do grona Jastrzębczyków w 1557 przez Jana Lutomierskiego. Jakub Uściański (Uścziański), doktor filozofii i medycyny, został adoptowany do herbu w 1581 przez Jana Biejkowskiego. Mikołaj i Stanisław Tłokińscy, bratankowie Erazma Czeczotki, otrzymali szlachectwo w 1589. Protoplasta Gorczyckich (Gorczyczkich), Jakub Gorczycki, został przypuszczony do Jastrzębca w 1590 przez Wawrzyńca Jurkowskiego. Stefanowi Nestorowiczowi (Nestorowicowi) udzieliła Jastrzębca rodzina Myśliszowskich w 1676. Ludwik Orgewal (de Orgewal, Orgewalt, Dorgiewal), wojskowy, otrzymał w 1683 indygenat z herbem Jastrzębiec, którego udzielili mu Wojciech Święcicki i Stanisław Święcicki. Jego nazwisko pominął w spisie herbownych Tadeusz Gajl. W tym samym roku do Jastrzębczyków zaliczono Piotra i Jana Postelów, adoptowanych przez Jana Kazimierza Domaradzkiego. Andrzej Krygier, nobilitowany w 1724, otrzymał według Barbary Trelińskiej herb odmieniony, ale załączony opis nie różni się od opisu Jastrzębca. Antoni Bekierski, oboźny polski wojska koronnego, pochodzący z rodziny tureckiej, wzięty jako dziecko do Polski i ochrzczony – adoptowany został do herbu Jastrzębiec w 1726 przez rodzinę Kosiorków Bekierskich. Neofici Kajetan, Karol i Marcin Zawojscy otrzymali szlachectwo sekretną nobilitacją w 1765.
Odnotowanych jest też kilka przypadków, w których Jastrzębczykom przywracano utracone wcześniej szlachectwo. Formalnie była to powtórna nobilitacja. Janowi Jędrzejowskiemu przywrócono szlachectwo w 1592. Bartłomiej Wojciechowicz Wieliczko, wraz z synami – Mikołajem i Piotrem oraz Janem Wojciechowiczem Wieliczko i Tomaszem Janiewiczem Wieliczko odzyskali szlachectwo w 1593, ale nie ma pewności, czy z herbem Ogończyk czy Jastrzębiec. Piotr Zygmuntowicz Łabędzki (Łabęczki – Łabęcki), który zajął się warzeniem piwa, odzyskał szlachectwo w 1595. Wojciech Milanowski, skazany za zabójstwo, uczestnik wojny w Inflantach, odzyskał herb w 1605. Jan i Maciej Wolscy, wojskowi, odzyskali szlachectwo w 1596.
Niekiedy adoptowanym odmieniano herby, zaś późniejsi autorzy herbarzy odmianę tę pomijali. Tak jest w przypadku rodziny Kozłowskich, z których Antoni został dopuszczony do Jastrzębca z odmianą w 1788, oraz Schabickich, którzy wywodzą się od neofitów Wojciecha-Franciszka i Antoniego, nobilitowanych w 1765. Jednak według Anny Wajs, Kozłowski i Schabiccy otrzymali Jastrzębca bez odmian.
Herb odmieniony, wraz z przywróceniem szlachectwa (utraconym za osiedlenie w mieście), otrzymał Adam Wierzchowski w uznaniu zasług w walkach z Moskwą. Kasper Niesiecki, czy bardziej współczesny autor – Anna Wajs, nie przytaczają herbu nobilitowanego. Jego wizerunek, jak i klasyfikację jako odmiana Jastrzębca przytacza dopiero Tadeusz Gajl (jako herb własny Wierzchowski), za opisem z dokumentu nobilitacyjnego, opublikowanym przez Barbarę Trelińską (tu pod nazwą Jastrzębiec Odmienny). Od żadnego z wymienionych autorów nie dowiadujemy się, kto, jeśli w ogóle, adoptował do Jastrzębca Adama Wierzchowskiego, ani jakim herbem posługiwał się on przed utratą szlachectwa. Różnym Wierzchowskim przysługiwało 7 różnych herbów szlacheckich, z czego 3 są merytorycznie podobne do herbu Wierzchowski (Pobóg i Ślepowron zawierają podkowy i krzyże, zaś Zagłoba podkowę). Kolejnym nobilitowanym, który otrzymał odmieniony herb był Daniel Skowroński. Herb otrzymany w 1790 Barbara Trelińska opisuje jako odmianę Jastrzębca, czego nie czynią Ostrowski i Gajl.
Na osobne rozpatrzenie zasługuje rodzina Brühl, która poszerzyła grono Jastrzębczyków za sprawą hrabiego Henryka Brühla. Przybywszy do Rzeczypospolitej wraz królami saskimi, nie będąc polskim szlachcicem, miał on problemy z zakupieniem majątku ziemskiego. Przy pomocy Czartoryskich sfałszował swój wywód genealogiczny, dowodząc pokrewieństwa z rodziną Ocieszyńskich. Odtąd Brühlowie, którzy po upadku królów saskich postanowili pozostać w Rzeczypospolitej, używali dwóch herbów – Jastrzębiec oraz herbu własnego Brühl (zatwierdzonego Henrykowi indygenatem z 1764), który był ich niemieckim herbem hrabiowskim (tytuł z 1737), z Jastrzębcem w tarczy sercowej.
W liście Gajla znajduje się także kilka rodzin pochodzenia tatarskiego, które pieczętowały się herbem Jastrzębiec. Stanisław Dziadulewicz wymienia tego herbu tatarskie rodziny Chalimowiczów (Halimowiczów), Kuczukowiczów (Kuczuków), Sołtanowiczów i Zamieńskich.

### Pozostałe nazwiska
Hipolit Stupnicki wspomina w swoim herbarzu o rodzinie posiadającej nazwisko Zarski.
Na bazie protokołu z uchwał zebrania posłów szlacheckich guberni wileńskiej z 1798 r. nazwisko Fietkiewicz przynależy do herbowych Jastrzębca.

### Postacie fikcyjne
- W powieści „Krzyżacy” Henryka Sienkiewicza herbem Jastrzębiec posługuje się Zych ze Zgorzelic i jego rodzina, w tym córka Jagienka i syn Jaśko[77].
- Jan Skrzetuski, którego Sienkiewicz wzorował w „Trylogii” na wspominanym wcześniej Mikołaju, otrzymał również jego herb – Jastrzębiec[78].
- W powieści Krzyżowcy Zofii Kossak Jastrzębiec Ostój, syn Gniewa, sprzedany uprzednio muzułmanom do niewoli przez wojewodę Sieciecha, pomaga Boemundowi, księciu Tarentu, i krzyżowcom w podstępnym zdobyciu oblężonej Antiochii[79].
- Powieść Znak Jastrzębca Stanisława M. Jankowskiego wzmiankuje tajne bractwo, którego członkowie rekrutowali się spośród Jastrzębczyków i które pełniło funkcję tajnej straży królewskiej[80].
- Jastrzębiec jest też wymieniony pośród kilku innych polskich herbów w prozie Andrzeja Sapkowskiego Narrenturm[81].

## Związki z innymi herbami
Jastrzębiec, jako herb względnie stary i szeroko używany, był niejednokrotnie i na różne sposoby wiązany z innymi herbami rycerskimi i szlacheckimi. Część tych powiązań ma swoje źródło w legendach i podaniach, ale niektóre z nich są przyjmowane przez współczesnych heraldyków za pewniki.

### Herby rzekomo wyparte przez Jastrzębca
Według opinii Franciszka Piekosińskiego z Heraldyki polskiej wieków średnich Boleścic miał być pierwotnie innym herbem, z podkową nie na opak, z krzyżem w środku. Przywołuje na dowód rysunek Długosza z rękopisu kórnickiego Klejnotów i pieczęcie Bartłomieja Bolesty z 1363, Jakusza z Łukawicy z 1378, Piotrasza z Jankowic z 1408 (tu podkowa wygląda bardziej jak zawiasa kotłowa) i biskupa Pawła z 1466. Ze zdania tego Piekosiński się jednak wycofał w Poczcie rodów, gdzie z kolei twierdził, że Łazęka i Nagóry to początkowo osobne herby, zaś Nagody odnosi się tylko do herbu Jelita. Józef Szymański wszystkie te stwierdzenia odrzuca, nie przytaczając Boleścica, Łazęki, ani Nagóry jako osobne herby.
Stanisław Dziadulewicz twierdził z kolei, że Lubrza (Lubcza) to osobny herb – tożsamy z Tepą Podkową, który zunifikował się z Jastrzębcem dopiero na przełomie XV i XVI wieku. Józef Szymański częściowo podziela tę opinię, tj. przytacza Lubrzę jako oddzielny herb, ale nie zgadza się z Dziadulewiczem w kwestii kształtu herbu. Rekonstrukcji herbu Szymański dokonał w oparciu o przytaczany przez Piekosińskiego herb Lubcza, który, wobec podobieństwa nazw, jest według Szymańskiego tożsamy z Lubrzą. Znany tylko z zapisek z końca XIV wieku miał zaginąć w XV wieku. Herb ten przedstawiał według Piekosińskiego i Szymańskiego w polu podkowę na opak z krzyżem kawalerskim, uszczerbionym z prawej w środku. Według Dziadulewicza pole tego herbu było czerwone, zaś krzyż bez uszczerbienia.

### Tępa Podkowa
Alfred Znamierowski pisze, że Tępa Podkowa była prawdopodobnie pierwowzorem Jastrzębca. Nie zgadza się z nim Józef Szymański, pisząc, że odrębne traktowanie Tępej Podkowy i Jastrzębca nie znajduje potwierdzenia w źródłach co najmniej do końca XVI wieku. Wynikałoby stąd, że to raczej Tępa Podkowa wywodzi się od Jastrzębca, który był po prostu od początku istnienia przedstawiany z różnymi pozycjami podkowy w godle i nie traktowano takich przedstawień jako osobne herby, zaś dopiero później przedstawienie z podkową ułożoną nie na opak zaczęto określać mianem Tępa Podkowa.
Kasper Niesiecki podaje z kolei legendę, która pierwszy raz pojawiła się w Stromatach Paprockiego, jakoby herb Tępa Podkowa był Jastrzębcem uszczerbionym za karę niektórym Jastrzębczykom, którzy brali udział w zabójstwie Św. Stanisława.

### Herby Zagłoba i Pobóg
Herb Zagłoba według legend herbowych podawanych przez Długosza, Paprockiego i Okolskiego ma być uszczerbionym herbem Jastrzębiec. Legendę tę przytacza Paweł Dudziński w następującej postaci:

W czasach Kazimierza Odnowiciela dwaj bracia herbu Jastrzębiec wieść mieli ze sobą długi spór, którego nie mogła uśmierzyć żadna perswazja krewnych ani przyjaciół. Waśń zakończyła się zamordowaniem starszego przez młodszego. Aby pamięć o zbrodni pozostała na wieki, mordercy i jego potomkom przydano do godła miecz – narzędzie zbrodni, zabierając krzyż i herb nazwano Zagłobą (za głowę brata). Jeden z Zagłobczyków miał wedle legendy zmyć hańbę i tak powstał herb Pobóg.

Zatem Jastrzębiec miał być nie tylko przodkiem Zagłoby, ale także praprzodkiem Poboga.
Z takim kształtem legendy nie zgodzili się Bielski i Niesiecki, którzy twierdzili, że Zagłoba pochodzi od Poboga.

### Herb Belina
Kasper Niesiecki podał legendę, która pierwszy raz pojawiła się w Stromatach Paprockiego, jakoby herb Belina miał dać początek herbowi Łzawia. Według niej pierwszy nosiciel herbu Belina miał trzech synów, z których najstarszy odziedziczył herb z trzema podkowami (Belina), młodszy z dwiema (Łzawia), zaś najmłodszy z jedną (Jastrzębiec). Niesiecki jednak podaje legendę Paprockiego w wątpliwość.
Z kolei Marek Derwich i Marek Cetwiński przytaczają legendę, według której to Belina miała pochodzić od Jastrzębca. Legenda ta również pochodzi od Paprockiego, który umieścił ją w Gnieździe cnoty. Belinę miano nadać Żelisławowi, synowi Żelisława Jastrzębczyka (później Belinie), który w boju z Czechami utracił prawe ramię. Żelisław Złotoręki jest postacią historyczną, wzmiankowaną przez Galla Anonima. Książę Bolesław Krzywousty zaś, dla uczczenia go, dał mu złotą rękę w zamian za utraconą.

### Herb Łada
Według wierszowanej legendy podanej przez Paprockiego w Gnieździe cnoty herb Łada miał otrzymać Jastrzębczyk, który w czasie doglądania prac na polu ujrzał nacierających Jaćwingów, ustrzelił wielu napastników z łuku, a następnie powitał przybywającego z odsieczą księcia mazowieckiego, z pociskami wydobytymi z ciał wrogów w jednej dłoni, z widłami w drugiej. W nagrodę, na wieczną pamiątkę tej bitwy, dzielny mąż otrzymał dodatki do herbu w postaci strzały i rozwidlonego bełtu. Istniały też inne legendy o początku tego herbu, które nie wiązały go z Jastrzębcem.

### Herb Zatajony Miesiąc
Bardzo skrótowa legenda podana przez Niesieckiego, wiąże z Jastrzębcem również herb Zatajony Miesiąc (Domaradzki). Wedle niej, herb ten miał otrzymać jakiś Jastrzębczyk za mężne czyny dokonane przy świetle księżyca.

### Herb Geszaw
Juliusz Karol Ostrowski zanotował, że Zygmunt Jeżewski herbu Jastrzębiec, utraciwszy rodzinny majątek, osiadł w Prusach. Jego synowi, Kacprowi przywrócono szlachectwo w 1555 roku, z nowym herbem. Paweł Dudziński pisze, że herb Kacpra nawiązywał barwami pól do utraconego Jastrzębca ojca.

## Jastrzębiec poza granicami Litwy i Korony

### Austria
Istnieje rodzina nosząca nazwisko Dassanowsky, która uważa się za austriacką gałąź rodu Taczanowskich. Według tradycji przybyła ona do Wiednia wraz z wojskami Jana III Sobieskiego w czasie odsieczy przeciwko Turkom w 1683 r. Andrzej Taczanowski, syn Jakuba, miał być jednym z dowódców Sobieskiego, który osiadł w Wiedniu. Jego potomkowie zniemczeli i zmienili nazwisko na Dassanowsky, zaszczepiając tym samym Jastrzębca w Austrii.

### Rosja
Rosyjski heraldyk Aleksandr Łakijer w swojej książce Heraldyka rosyjska z 1855 roku przytoczył nazwiska rosyjskiej szlachty, która przejęła niektóre polskie herby. Wśród nich jest Jastrzębiec. Autor nie wyjaśnia, w jaki sposób zachodziło takie przejmowanie. Pewne jest, że kilka polskich rodzin osiadło w Rosji. Rdzennie rosyjskie rody mogły zaś przyjmować polskie herby na zasadzie upodobniania wizerunków własnych. Herbem Jastrzębiec miały według Łakiera pieczętować się rodziny:
Bazyliewski, Gierasimow, Gorożanski, Zełtuchin, Żukow, Żmijew, Iwaniszcziew, Kokowinski, Łaczinow, Łukomski, Miszkow, Romanczukow, Rosławliew, Samarin, Kwaszinin-Samarin, Uljanow, Chmiliew, Szpakowski.
Większość z tych nazwisk nie widnieje na polskiej liście Tadeusza Gajla, choć część jest do polskich nazwisk podobna. W rodzinie Jastrzębiec występuje także przypadek mężczyzny z rodu Witowskich, który na podstawie małżeństwa wyjechał do Rosji, skąd w następnym pokoleniu w okolice Krakowa powróciła wysoka rangą arystokratka Katarina Wiltawsky, która poślubiła polskiego Niemca (Pruska), który przyjął jej nazwiska i rosyjskie tytuły szlacheckie. Ich potomek baron Wiltawský był uczestnikiem koronacji cesarza Karola VI. w Pradze. Potomkowie tej linii pozostali osiedleni w okolicach Ratiborza i Opawy.
Books: Crönungs - Ceremoniel , Oder Accurate Nachricht , was Bey der Crönung Des Aller

### Kanada

Herb sir Conrada Swana

Paweł Konstanty Święcicki, urodzony w 1850 na Litwie, osiadł po 1890 w mieście Mission (Kolumbia Brytyjska), zaszczepiając w ten sposób herb Jastrzębiec w Kanadzie. Jego potomkowie zmienili nazwisko na Swan. Wnuk Pawła Konstantego, Conrad Marshall Swan wybrał karierę heraldyka. Od roku 1992 pełni funkcję Garter Principal King of Arms (Starszego Króla Herbowego (Podwiązki)). Conrad Swan otrzymał angielskie szlachectwo w 1994, ze zmodyfikowanym herbem Jastrzębiec dziadka. Do herbu dołączono poszachowaną w dwa rzędy złoto-czerwoną bordiurę, jastrzębiowi w klejnocie odjęto dzwonki i zmieniono tynkturę na czerwoną, stosując do polskiego herbu reguły brytyjskiej heraldyki, nakazujące wprowadzać modyfikacje odróżniające herby różnych linii rodu i poszczególnych osób. Pod tarczą dewiza NUNQUAM CEDAMUS (NIGDY NIE ULEGAJ).

## Występowanie w herbach terytorialnych
Mimo iż szeroko rozrodzeni, tylko nieliczni Jastrzębczykowie osiągnęli wysoki status majątkowy. Jednak kilka miast i gmin upamiętniło fakt związku z rodem w swych herbach terytorialnych na terenach dawnej Sandomierszczyzny, ziemi sieradzkiej, Mazowsza, a nawet Podkarpacia.

### Herby będące powtórzeniem rysunku Jastrzębca

Herb Bychawy
Herb Sędziszowa
Herb gminy Rytwiany
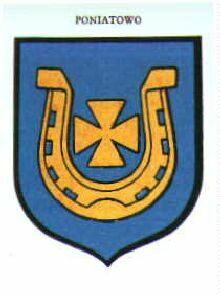
Herb Poniatowa
Herb Łańcuchowa

- Tarczę z Jastrzębca przyjęła bez zmian Bychawa, której drugimi właścicielami byli Myszkowscy[101].
- Sędziszów to drugie miasto używające niemal niezmienionego Jastrzębca w swoim herbie. W jego przypadku jest to herb rodziny Koścień, której Sędziszów był gniazdem.
- Gmina Rytwiany posługuje się herbem przedstawiającym Jastrzębca wraz z klejnotem. Herbu tego używał Wojciech Jastrzębiec, budowniczy zamku w Rytwianach, oraz jego spadkobiercy, którzy posiadali Rytwiany do XVI wieku[102].
- Poniatowo, obecnie wieś, miasto od 1520 do XVIII wieku, pieczętowało się w czasach posiadania praw miejskich herbem Jastrzębiec[103].

### Herby łączące elementy Jastrzębca z innymi godłami

Herb gminy Baranowo
Herb gminy Bejsce
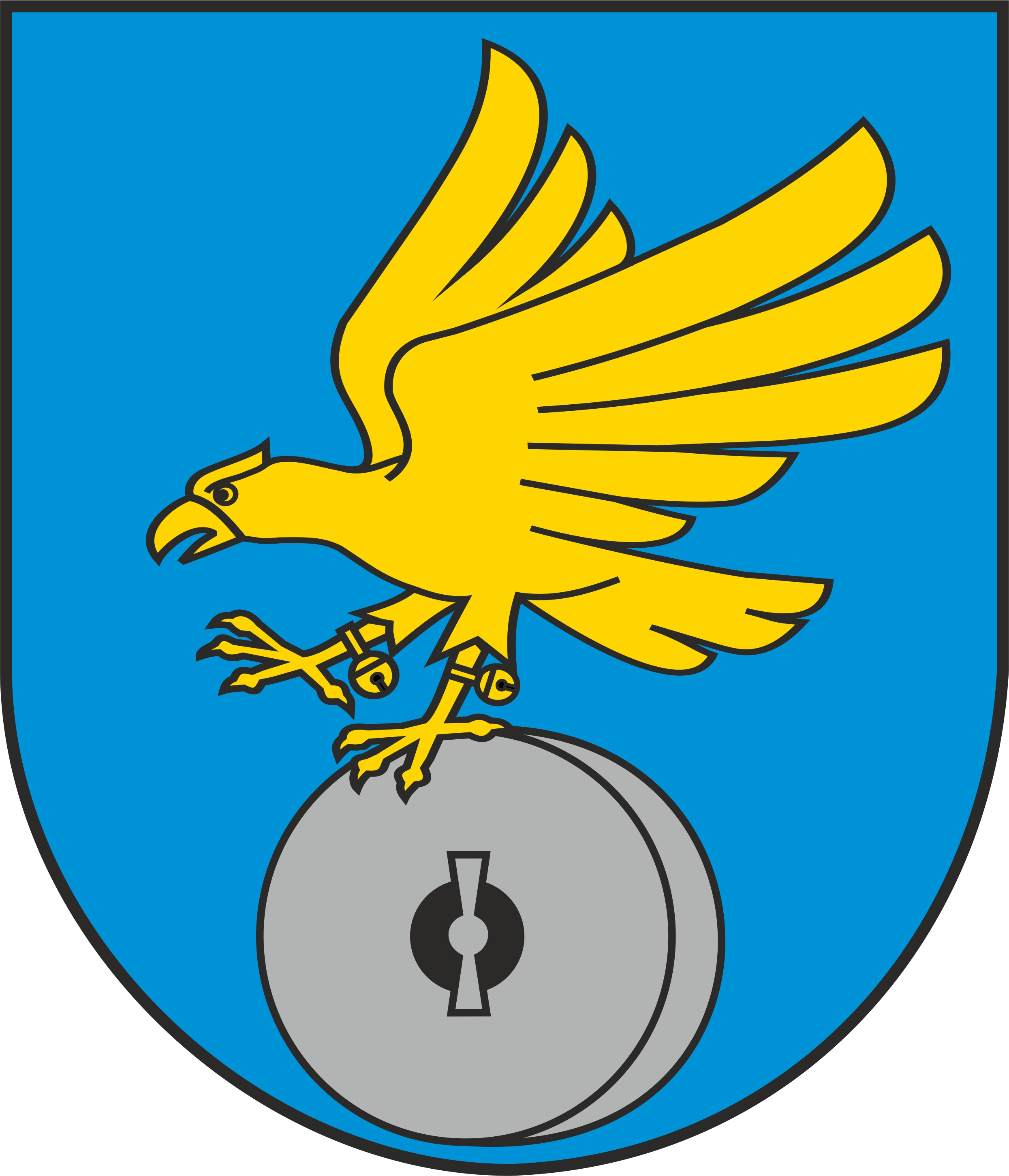
Herb gminy Borowie
Herb gminy Cmolas
Herb gminy Jarocin
Herb gminy Klembów
Herb gminy Konopnica
Herb gminy Lubochnia
Herb gminy Łańcut
Herb gminy Nowosolna
Herb gminy Ostrów Mazowiecka
Herb gminy Rachanie
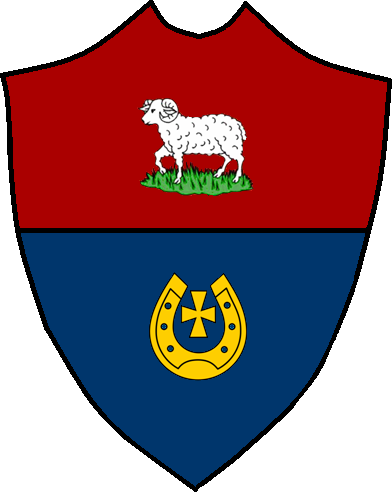
Herb gminy Rościszewo
Herb gminy Sosnówka
Dawny herb gminy Zduńska Wola
Herb powiatu myszkowskiego w latach 2000-2013

Do Jastrzębca nawiązują następujące herby gmin:
- Głównym elementem herbu gminy Baranowo jest jastrząb z klejnotu herbu Jastrzębiec, którym pieczętowały się mające na terenie gminy swoje siedziby gniazdowe rodziny Baranowskich i Budnych.
- Herb gminy Bejsce łączy godła herbów zasłużonych dla siebie rodów – wśród nich jest Jastrzębiec Byszewskich[104].
- Herb gminy Borowie zawiera klejnot Jastrzębca.
- Godło Jastrzębca zawiera Herb gminy Cmolas.
- Gmina Jarocin (powiat niżański) przyjęła trójdzielny herb, w którego jednym polu umieszczono Jastrzębiec Srokowskich – właścicieli tutejszego majątku od 1832[105].
- Gmina Klembów uchwaliła herb, w którym jest m.in. godło herbu Żymirskich[106].
- Gmina Konopnica (powiat wieluński) wkomponowała w swój herb zarówno elementy godła (podkowa i krzyż), jak i klejnotu (jastrząb) Jastrzębca[107].
- Jednym z elementów herbu gminy Lubochnia jest podkowa z krzyżem z herbu Modrzewskich, właścicieli jednej z wsi na terenie dzisiejszej gminy[108].
- Herb gminy Łańcut nawiązuje do postaci piłsudczyka Leopolda Lisa-Kuli klejnotem z jego herbu – Jastrzębiec[109].
- Herb gminy Nowosolna zawiera m.in. godło Jastrzębca. Herbem tym posługiwał się m.in. Wojciech Jastrzębiec, który erygował parafię w Starych Skoszewach.
- Herb gminy Ostrów Mazowiecka zawiera obok elementu herbu stolicy również uszczerbiony klejnot Jastrzębca,
- Gmina Rachanie obok inicjału nazwy ma w herbie podkowę i krzyż. Rachanie, dawniej miasto, była gniazdem rodu Rachańskich herbu Jastrzębiec.
- Gmina Rościszewo w swoim herbie połączyła Jastrzębiec z Junoszą[110].
- Herb gminy Sosnówka przedstawia sosnę na czerwonym tle. Godło to nawiązuje do nazwy gminy. Oprócz sosny na herbie znajdują się: rogacina przekrzyżowana podwójnie pochodząca z herbu Lis oraz godło z herbu Jastrzębiec[111].
- Dawny Herb gminy Zduńska Wola, wzorowany na herbie miasta zaprojektowanym do Albumu Heroldii Królestwa Polskiego, zawierał godło herbu Siemiątkowskich[112].
- Dawny Herb powiatu myszkowskiego zawierał połowę godła z herbu Myszkowskich, posiadających dawniej znaczne wpływy na terenie dzisiejszego powiatu.
- Gminy: Nowosolna, Cmolas i Jarocin, poprzez powtórzenie godeł swych herbów, mają też godła Jastrzębca na swych flagach.

## Odmiany, wersje alternatywne i utytułowane
Herb Jastrzębiec, z racji używania przez szeroką rzeszę szlachty, wykształcił wiele odmian, będących skutkami zniekształceń przekazu, adopcji czy łączenia godeł. Ponadto członkowie rodu otrzymali wiele tytułów arystokratycznych, co zaowocowało honorowymi dodatkami do herbów.
Kniaziowskiej rodzinie Połubińskich przysługiwała odmiana – herb własny Połubiński, w którym tarczę z Jastrzębcem umieszczono na piersiach orła.
Jastrzębczykowie otrzymali też, głównie od zaborców, liczne tytuły hrabiowskie. Udostojnionymi w ten sposób herbami są: Bobrowski Hrabia, Grzębski, Karśnicki, Koziebrodzki, Kuczkowski, Piniński, Taczanowski, Zborowski. Część z tych herbów była zwykłym Jastrzębcem wzbogaconym o oznaki związane z tytułem – korony hrabiowskie i ewentualnie trzymacze heraldyczne i dewiza herbowa. Kuczkowski był herbem genealogicznym, zaś Karśnicki – herbem złożonym ze zniekształconym Jastrzębcem w tarczy sercowej (J.K. Ostrowski twierdzi, że może to być Leliwa.) Taczanowski nadany został Alfonsowi Antoniemu Taczanowskiemu wraz z tytułem grafa w 1854 r. przez Fryderyka Wilhelma IV – jest to Jastrzębiec z koroną hrabiowską.
Dwie rodziny Jastrzębczyków uzyskały tytuły baronowskie. Powstały w ten sposób herby Borowski Baron i Niemyski Baron. Borowski to zwykły Jastrzębiec z koroną baronowską, natomiast Niemyski to odmiana Jastrzębca – Niemyski z koroną baronowską i odmianą klejnotu.
Jedna rodzina – Myszkowskich zgromadziła fortunę i otrzymała staraniem Zygmunta Myszkowskiego tytuł margrabiowski od papieża Klemensa VIII w 1605 roku. Wcześniej, w 1597, ten sam Zygmunt został adoptowany przez Wincentego Gonzagę. W wyniku tej adopcji margrabiowska linia Myszkowskich zaczęła posługiwać się herbem własnym Myszkowski, który był herbem Gonzagów z Jastrzębcem w części sercowej.
Oprócz tego istniał cały szereg odmian „zwykłych” herbu, niezwiązanych z żadnym tytułem arystokratycznym. Numeracja niektórych z nich pochodzi od Tadeusza Gajla, który oparł ją w większości o numerację J.K. Ostrowskiego. Tadeusz Gajl wymienia następujące odmiany:
Abrahamowicz, Bełza, Białachowski, Brzozowski, Chyliński, Ciborski, Czernyszew, Domaradzki II, Domaradzki III, Gliszczyński, Grębecki, Jaczyński, Jastrzębiec IV, Jastrzębiec V, Jastrzębiec VI, Kapica, Kiersnowski II, Koczański, KośCieleski, Kozłowski IV, Lemnicki, Łukomski, Mierczyński, Niemyski, Niemyski II, Pełka, Rokiczana, Rudnicki II, Schabicki, Sikorski, Skopowski, Skórski, Szaszewicz, Szaszewski, Turłaj, Unierzycki, Welinowicz, Wierzchowski.
Dodatkowego wyjaśnienia wymaga numeracja herbów odmiennych, która nie jest jednakowa dla różnych autorów. Ostrowski wymienia jeszcze warianty o numerach I, II, III. Spośród nich Jastrzębiec I (prosta podkowa bez krzyżyka) jest wymieniany przez Bartosza Paprockiego, ojca heraldyki polskiej, jako jeden z czterech najstarszych herbów polskich, Jastrzębiec II to przyjęty przez Gajla i w artykule podstawowy wariant herbu. Ostrowski powołuje się tutaj na swych poprzedników. Ostrowski podaje też wariant Jastrzębca z herbarza Siebmachera, z jednym tylko dzwonkiem na łapie jastrzębia i nazywa tę wersję Jastrzębcem III. Nie zostały z nim skojarzone żadne rody. Ponadto Ostrowski używa nazwy Jastrzębiec VII w odniesieniu do herbu własnego Niemyski, zaś Jastrzębiec VI w odniesieniu do niemal identycznego herbu własnego Turłaj. Swoją własną numerację wprowadził też Pawliszczew, u niego nazwy ponumerowane odpowiadają następującym herbom według nazewnictwa Gajla: Jastrzębiec II – Kapica, Jastrzębiec III – Mierczyński, Jastrzębiec IV – Unierzycki, Jastrzębiec V – Jaczyński, Jastrzębiec VI – Grębecki, Jastrzębiec VII – Gliszczyński, Jastrzębiec VIII – Niemyski, Jastrzębiec IX – Welinowicz, Jastrzębiec X – Kozłowski IV, Jastrzębiec XI – Jastrzębiec IV.
Istniały też trzy herby, podobne do Jastrzębca, których Gajl nie sklasyfikował jako odmiany, ale występują jako takie u Ostrowskiego: Dziengiel, Gierałtowski, Pełkowski. Czwartym takim herbem jest Skowroński II (numeracja Ostrowskiego), który za odmianę uznaje Trelińska.
Wspominany wcześniej dokument cesarza Maksymiliana z 1518 roku, nadający Bielawskim, Dzierzkowskim, Myszkowskim, Międzylewskim, Niemierowiczom i Szczytom tytuły palatyna, dał im również prawo do używania odmienionego Jastrzębca. Paprocki pisze o odmianie hełmu. Według Seweryna Uruskiego odmiana ta miała polegać na otoczeniu tarczy herbowej łańcuchem. Jednak oprócz tych słownych wzmianek herbarze nie przytaczają żadnej osobnej odmiany Jastrzębca dla tych rodzin, co wskazywałoby na możliwość, że przywilej ten przebrzmiał w Rzeczypospolitej bez większego echa, podobnie jak przywilej kreowania nowej szlachty.
| Odmiany arystokratyczne herbu Jastrzębiec | Odmiany zwykłe herbu Jastrzębiec (A-M) | Odmiany zwykłe herbu Jastrzębiec (N-W) |  |  |